# Simón Bolívar
Pour les articles homonymes, voir Bolívar.
Simón Bolívar /siˈmon boˈliβaɾ/ , de son nom complet Simón José Antonio de la Santísima Trinidad Bolívar y Palacios, surnommé El Libertador, né le 24 juillet 1783 à Caracas dans la Vice-royauté de Nouvelle-Grenade (aujourd'hui au Venezuela), et mort le 17 décembre 1830 à Santa Marta en Grande Colombie, est un général et homme d'État vénézuélien.
Il est une figure emblématique, avec son compatriote Antonio Jose de Sucre, l'argentin José de San Martín et le chilien Bernardo O'Higgins, de l'émancipation des colonies espagnoles en Amérique du Sud dès 1813. Il participa de manière décisive à l'indépendance de la Bolivie, de la Colombie, de l'Équateur, du Panama, du Pérou et du Venezuela. Bolívar participa également à la création de la Grande Colombie, dont il souhaitait qu'elle devînt une partie d'une grande confédération politique et militaire regroupant l'ensemble de l'Amérique latine et dont il fut le premier président.
Le titre honorifique de « Libertador » lui fut d'abord accordé par le Cabildo de Mérida (Venezuela), puis ratifié à Caracas (1813) et reste aujourd'hui encore associé à son nom. Bolívar rencontra tant d'obstacles pour mener à bien ses projets qu'il en arriva à s'appeler lui-même « l'homme des difficultés » dans une lettre adressée au général Francisco de Paula Santander en 1825.
Bolívar a mené 100 batailles dont 79 furent décisives. Pendant ses campagnes il a parcouru 70 000 kilomètres à cheval, soit dix fois plus qu'Hannibal, trois fois plus que Napoléon et deux fois plus qu'Alexandre le Grand.
En tant que figure majeure de l'histoire universelle, Bolívar est aujourd'hui une icône politique et militaire dans de nombreux pays d'Amérique latine et du monde qui ont donné son nom à un très grand nombre de places, de rues ou de parcs. Son nom est aussi celui d’un État du Venezuela, de la monnaie du même pays, d’un département de la Colombie et surtout d’un pays, la Bolivie.
On retrouve des statues à son effigie dans la plupart des grandes villes d'Amérique hispanophone, mais aussi à travers le monde : New York, Paris, Londres, Lisbonne, Bruxelles, Le Caire, Tokyo, Québec, Ottawa, Alger, Madrid, Téhéran, Barcelone, Moscou, Prague, Bucarest, Sofia et Garachico.

## Jeunesse

### Famille et héritage
La famille Bolívar était originaire de la petite localité de Ziortza-Bolibar, en Biscaye (Pays basque espagnol). Elle était présente au Venezuela dès les premiers temps de la colonisation espagnole de l'Amérique du Sud et, à la naissance du futur Libertador, faisait partie de l'élite créole de la colonie.
L'ancêtre familial est Simón Bolíbar (dit « le Procureur ») qui en 1559 quitta le Pays basque pour l'île de Saint-Domingue, où il exerça la profession de greffier de l'une des chambres de l'audiencia. En 1587, Simón Bolíbar quitta Saint-Domingue avec son père le gouverneur don Diego de Osorio pour s'installer en Tierra Firme en qualité de trésorier-comptable. Promu procureur par le cabildo de Caracas, il réalisa en 1590 une mission à Madrid auprès de Philippe II pour solliciter des privilèges commerciaux en faveur de la colonie. Il mourut en 1612.
La génération suivante fut représentée par un prêtre, chargé du tribunal de l'Inquisition et qui se distingua en participant à l'expédition contre Lope de Aguirre, conquistador particulièrement cruel qui s'était rebellé contre l'autorité du roi. Pour ces services, ce prêtre se vit offrir une encomienda sur les terres de San Mateo.
À la troisième génération figure don Juan de Bolívar y Villegas (es), grand-père du Libertador, lequel aurait eu du sang indigène.
Avec le temps, la famille Bolívar, alliée par le mariage avec d'autres familles des premiers colons du Venezuela, obtint diverses fonctions et distinctions comme celles de régisseur, sous-lieutenant du roi, ainsi que des titres de noblesse comme celui de marquis de San Luis et vicomte de Cocorote, ce dernier étant associé à la cession des riches mines de cuivre de Cocorote et de la seigneurie d'Aroa.
La mère de Simón Bolívar, María de la Concepción Palacios y Blanco, tout comme son père Juan Vicente Bolívar y Ponte faisaient partie de l'aristocratie de Caracas, et en dépit d'une grande différence d'âge, ils se marièrent en 1773 : Juan Vicente avait quarante-sept ans tandis que Concepción n'en avait que quinze. Ils eurent cinq enfants : María Antonia, Juana Nepomucena, Juan Vicente, Simón et María del Carmen. Cependant, cette dernière mourut dans les heures qui suivirent sa naissance.

### Enfance

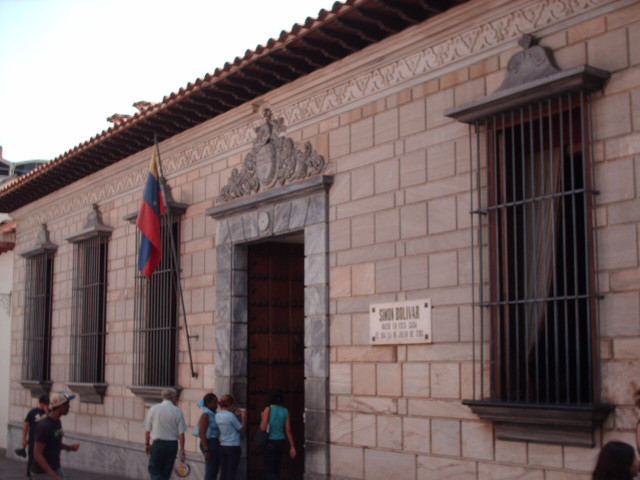
Maison natale du Libertador à Caracas.

Simón Bolívar est né dans la nuit du 24 au 25 juillet 1783, dans une villa de la Plaza San Jacinto de Caracas et son nom complet est Simón José Antonio de la Santísima Trinidad Bolívar y Ponte Palacios y Blanco, avec lequel il fut baptisé le 30 juillet suivant à la cathédrale de Caracas par son cousin, le docteur Juan Félix Jerez Aristeguieta. C'est ce dernier qui aurait, d'après Juan Vicente Bolívar, proposé le prénom de Simón.
En janvier 1786, alors que Simón Bolívar était âgé de deux ans, son père mourut de la tuberculose, laissant Concepción diriger la famille et veiller efficacement à ses intérêts. Mais elle-même fut touchée par la tuberculose et sa santé déclina rapidement.
Concepción mourut le 6 juillet 1792, à la veille des neuf ans de Simón, mais avait pris la précaution d'écrire un testament détaillant qui devrait avoir la charge de ses enfants. Les frères et sœurs Bolívar passèrent donc sous la garde de leur grand-père, Don Feliciano Palacios, lequel tout en assumant cette responsabilité, tomba lui aussi malade et commença à écrire à son tour un testament pour désigner un futur tuteur choisi en accord avec les enfants.
Simón Bolívar fut confié à son oncle, Don Esteban Palacios y Blanco, mais comme celui-ci se trouvait en Espagne, il demeura sous la garde d'un autre de ses oncles, Don Carlos Palacios y Blanco, de caractère dur et strict, et qui s'absentait fréquemment de Caracas pour s'occuper de ses propriétés, laissant la garde de son neveu à ses domestiques, dont deux nourrices esclaves, les noires Hipólita et Matea, ce qui contribuera à l'influencer plus tard dans sa lutte pour l'abolition de l'esclavage. Simón Bolívar était alors scolarisé à l'école publique de Caracas.
Malgré tout, les références qu'a laissées Bolívar dans ses correspondances laissent supposer que son enfance fut heureuse et qu'il fut entouré de beaucoup d'affection, ayant d'agréables souvenirs avec des parents connus et influents dans une ambiance très aristocratique et d'une façon plus générale, dans une ambiance qui lui a offert un certain équilibre émotionnel.
Il existe quelques anecdotes popularisées au Venezuela qui présentent Bolívar enfant comme quelqu'un de turbulent ; anecdotes relayées par des écrivains romantiques qui cherchaient à lui attribuer dès l'enfance un caractère insoumis, avec l'idée qu'un homme exceptionnel ne pouvait pas provenir d'un enfant sage. Mais il fut démontré que ces anecdotes furent inventées et introduites dans des récits historiques par Arístides Rojas, un excellent narrateur, mais qui usait souvent de son imagination faute de documents étayant ses affirmations.

### Éducation

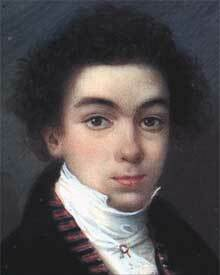
Portrait de Simón Bolívar à 17 ans.

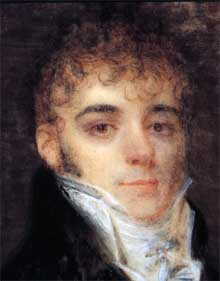
Bolívar en 1804.

La jeune scolarité de Bolívar ne fut pas très brillante dans une école publique de la municipalité de Caracas manquant de moyens et présentant des carences administratives. Simón Rodríguez y fut l'instituteur de Bolívar et Don Carlos pensait lui confier la garde de Bolívar, ne pouvant s'occuper personnellement de lui. Les protestations de sa nièce María Antonia à propos de l'éducation que recevait Bolívar étaient fréquentes.
Devant la perspective d'aller vivre avec son maître d'école, Bolívar s'échappa de la maison de son oncle le 23 juillet 1795 pour rejoindre sa sœur María Antonia, qui prit temporairement sa garde le temps que se réglât le litige judiciaire à la Real Audiencia de Caracas, qui rendit à Don Carlos la garde de l'enfant. Bolívar tenta d'y résister, mais il fut emmené de force vers la demeure de Simón Rodríguez.
Là, les conditions de vie pour Bolívar furent très en deçà de ce qu'il connaissait ; il devait partager l'espace avec vingt autres personnes dans une maison qui n'était pas conçue à cet effet. Bolívar prit à nouveau la fuite à plusieurs reprises, revenant chaque fois par ordre des tribunaux. Rodríguez finit par renoncer à sa fonction d'instituteur pour partir en Europe et la Real Audiencia de Caracas décida alors que Bolívar serait muté à l'Académie de mathématiques, dirigée par le père Andújar et qui se tenait dans la maison de son oncle Don Carlos. Dans cette académie, la formation de Bolívar s'améliora notablement et fut complétée par des cours d'histoire et de cosmographie donnés par Don Andrés Bello, jusqu'à son entrée dans le Batallón de Milicias de blancos de los Valles de Aragua (le « bataillon des milices de blancs des vallées d'Aragua ») le 14 janvier 1797.
Selon une légende tenace, Bolívar aurait été inscrit au collège royal de Sorèze, dans le Tarn, en France, de 1795 à 1798. Il est aujourd'hui établi que Bolívar ne fréquenta jamais cette école militaire. L'origine de cette légende tient sans doute au grand prestige de cette institution ainsi qu’au fait que Napoléon Ier avait demandé à y être admis.

#### Professeurs de Simón Bolívar
Voici quelques-unes des personnes ayant participé à l'éducation de Bolívar et qui influèrent sur ses valeurs et ses pensées :
- Francisco A. Carrasco ;
- Père Sojo (Pedro Palacios y Sojo) ;
- Fernando Vides ;
- Simón Rodríguez ;
- Père Jose Antonio Negrete ;
- Andrés Bello ;
- Guillermo Pelgrón ;
- Frère Francisco Andújar ;
- Francine Maria.

### Entre l'Europe et l'Amérique

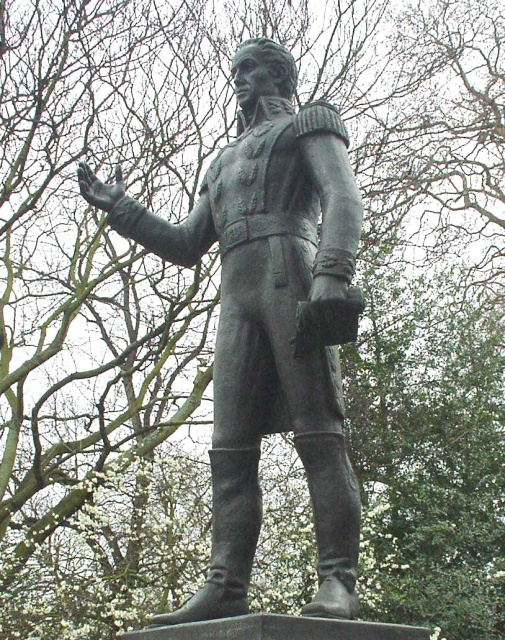
Statue de S. Bolívar, à Belgrave Square (Londres).

Bolívar commença sa carrière militaire à l'âge de quatorze ans et obtint le titre de sous-lieutenant deux ans plus tard, dans une unité militaire créée en 1759 par l'un de ses aïeux, Don Juan de Bolívar.
Son service militaire fut interrompu par la décision de ses oncles Esteban et Carlos de l'envoyer en Espagne afin de mieux connaître le monde et de compléter sa formation.
Cependant, l'Espagne se trouvait alors prise dans une crise internationale complexe provoquée par la Révolution française, à laquelle il faut ajouter un affrontement interne entre absolutistes et libéraux et un déficit fiscal aggravé par le blocus maritime imposé par les Britanniques ; ce blocus perturbait le trafic habituel vers les Amériques, attaquant toute embarcation qui aurait tenté de le franchir.

#### Premier voyage en Europe
L'entreprise de voyage fut donc délicate et risquée, mais Bolívar put néanmoins l'accomplir, notamment grâce à des convois envoyés par les Espagnols pour briser le blocus. C'est grâce à l'un d'eux commandé par l'amiral Alcalá Galiano, qui put quitter le port de Cadix en décembre 1798, franchir le blocus et arriver au Venezuela, que Bolivar put partir. Il embarqua le 19 janvier 1799 à bord de l'un des navires arrivés entiers, le navire de ligne San Ildefonso, dans le port de La Guaira. Le navire faisait voile vers Veracruz pour réunir la flotte et attendre le moment opportun pour retourner en Espagne.
À Veracruz, Bolívar fut hébergé chez Don José Donato de Austria et, pendant que la flotte de Galiano stationnait au port de La Havane, il voyagea jusqu'à la ville de Mexico pour rendre visite à Obispo Viana. De retour à Veracruz, il reprit son voyage pour l'Espagne et atteignit le port de Santoña le 13 mai 1799 d'où il partit immédiatement pour Madrid.
Peu après son arrivée à Madrid, Bolívar s'installa chez le marquis d'Ustáriz, un haut fonctionnaire du roi ayant reçu une éducation raffinée ; il devint l'un des tuteurs les plus influents sur l'éducation et la pensée de Bolívar. C'était une personne compétente et expérimentée, notamment dans les tâches de gouvernement, domaine dans lequel il complèta l'éducation de Bolívar.
C'est aussi à cette période, en l'an 1800, que Bolívar rencontra celle qui deviendrait sa femme, Maria Teresa del Toro y Alayza, fille du Marquis del Toro. Elle accepta sa demande de fiançailles au mois d'août 1800, mais étant donné leur jeunesse, lui n'ayant que dix-sept ans et elle dix-huit, ils attendirent deux ans avant de se marier. Bolívar en profita pour se rendre tout d'abord à Bilbao, où il commença à étudier les langues, puis à Paris où il fut le témoin de nombreux événements de la France révolutionnaire et en contact direct avec la France des Lumières.

#### Mariage
En 1802, Bolívar retourna en Espagne pour reprendre les procédures légales de son mariage, et devenir l'époux de Maria Teresa le 26 mai dans l'église paroissiale de San José de Madrid. Il se consacra ensuite à préparer son retour en Amérique.
À la suite de divers événements qui modifièrent leurs plans, Bolívar et son épouse embarquèrent à La Corogne le 15 juin 1802 pour un trajet direct jusqu'au Venezuela, et arrivèrent au port de La Guaira le 12 juillet de la même année. Rapidement après leur arrivée, ils s'établirent au Casa del Vínculo y del Retorno (es), situé près de la Plaza Mayor de Caracas, à l'angle de Las Gradillas. Bolívar assura pleinement l'administration de ses biens.
Les deux époux suscitèrent la curiosité de l'aristocratie de Caracas, qui espèrait recueillir des informations sur la Cour et sur le personnage du moment, Napoléon. Durant les différentes fêtes et réunions qu'ils fréquentaient, Maria Teresa découvrit une société cultivée et raffinée où l'on discutait librement de politique et des livres révolutionnaires prohibés en Espagne.
Le couple se rendit fréquemment dans les propriétés de la famille de Bolívar et profita d'une année heureuse. Mais Maria Teresa contracta la fièvre jaune, maladie endémique des pays tropicaux, et son état se dégrada rapidement. Elle en mourut le 22 janvier 1803.
Sa mort affecta profondément Bolívar, qui se trouva au bord de la dépression, aigri, et dont l'idée d'une vie heureuse au Venezuela se trouva anéantie. Bolívar fit le serment de ne jamais se remarier. Il respecta cet engagement, mais mena néanmoins une vie sentimentale très animée, scandaleuse aux yeux de la société sud-américaine.

#### Second voyage en Europe

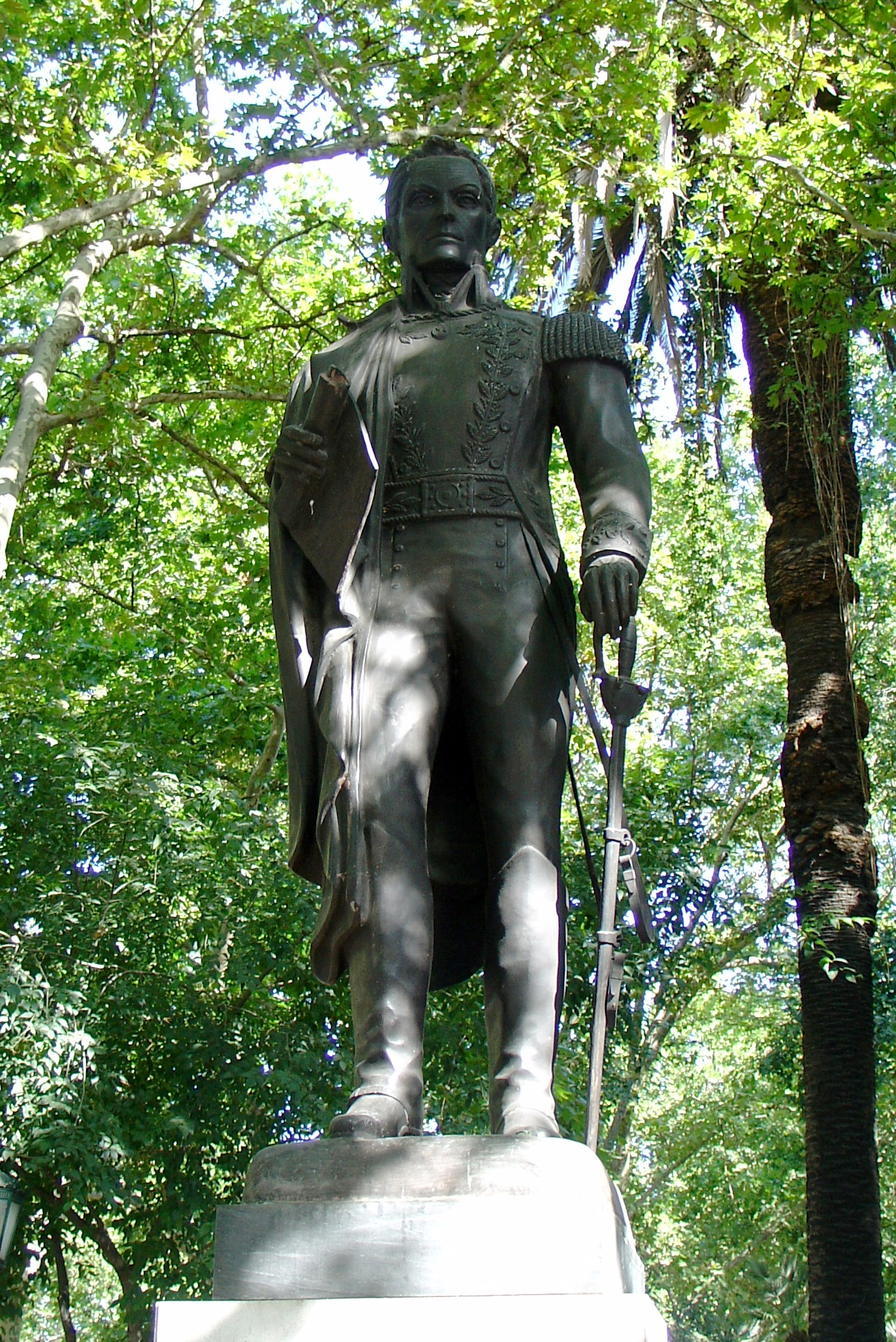
Statue de Simón Bolívar. Avenida da Liberdade, Lisbonne.

Après la mort de son épouse, Bolívar se consacra à ses plantations, mais le temps passé au Venezuela lui devint insupportable et il décida de revenir en Europe.
En décembre 1803, il arriva en Espagne et s'installa dans le port de Cadix où il resta jusqu'en février 1804, puis se rendit à Madrid. On sait que Bolívar maintint durant cette période des contacts avec ses représentants commerciaux, mais on spécule aussi sur son adhésion à ce moment à la Grande loge américaine des francs-maçons.
Il revit à Madrid son beau-père le Marquis del Toro avec qui il partageait la peine de la mort de Maria Teresa. Peu de temps après, il décida de retourner en France, et il arriva à Paris en avril 1804.
Selon différents points de vue critiques, la reconstruction de la vie de Bolívar entre 1804 et 1807 est difficile et les récits sur cette période semblent parsemés de mythes. On sait cependant qu'il voyaga entre Paris et Rome durant cette période, qu'il retrouva son ancien maître Simón Rodríguez et qu'il entretint des échanges avec le fameux naturaliste et explorateur baron Alexander von Humboldt, le botaniste Aimé Bonpland ainsi qu'avec l'étudiant Carlos Aguirre y Montúfar, qui l'accompagna à Rome en 1805.

##### Sacre de Napoléon à Notre-Dame de Paris
À Paris, Bolívar assista probablement au sacre de Napoléon Ier, et se retrouva en contact avec la pensée des Lumières dans une atmosphère chargée de romantisme. Les idées de changements et de révolution imprégnèrent notablement ses idéaux politiques, et Bolívar en vint à conclure que l'Espagne ne pourrait pas s'opposer à la France de Napoléon et que son affaiblissement serait mis à profit par ses ennemis tels que l'Angleterre. Il prit conscience que tout cela mènerait les colonies espagnoles d'Amérique à devoir choisir entre une domination française ou anglaise, sauf à  prendre en main leur avenir indépendamment de l'Espagne.
Ce raisonnement conforta Bolívar dans sa conviction que l'indépendance était l'option la plus bénéfique pour les Amériques après la destruction de la flotte espagnole par les Britanniques à la bataille de Trafalgar en 1805 et en considérant la position très délicate de la couronne d'Espagne face à Napoléon.

#### Serment duMonte Sacro
C'est en août 1805, lors de son séjour à Rome, qu'il s'exclama du sommet du mont Sacré : Je jure sur mon honneur que je ne laisserai ni répit à mon bras ni repos à mon âme, tant que je n'aurai pas brisé les chaînes qui nous oppriment par la volonté du pouvoir espagnol.
Ces éléments le conduisirent à rejeter l'idée d'une possible domination de Napoléon dans le monde, et à prêter devant son ami et précepteur Simón Rodríguez le serment du Monte Sacro à Rome, où il aurait juré par les dieux de ses ancêtres, par ses ancêtres eux-mêmes, par son honneur et par sa patrie de mettre un terme à la domination espagnole en Amérique. De nombreux doutes entourent ce fameux serment, rédigé pour la première fois par Rodriguez, en 1850, alors que le précepteur avait quatre-vingts ans. La version « officielle », par Manuel Uribe Ángel a été, elle, publiée seulement en 1884.

## Bolívar et les guerres d'indépendance en Amérique du Sud

### Situation avant les indépendances

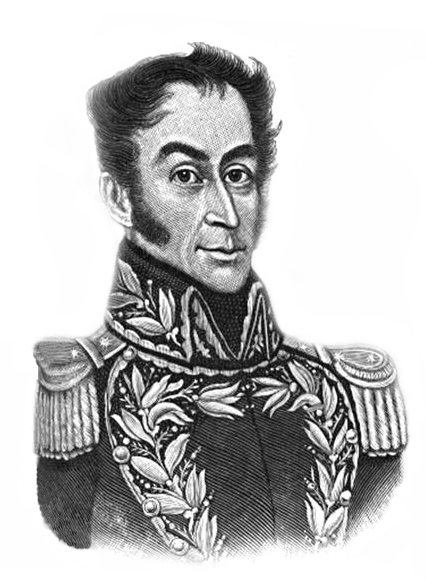
Portrait de Bolívar avec l'uniforme de général.

En 1808, les pressions de Napoléon sur la couronne d'Espagne déclenchèrent une série d'évènements qui aggravèrent davantage encore la situation espagnole déjà compromise. Après le soulèvement d'Aranjuez et, surtout, l'humiliation de l'Entrevue de Bayonne, le 5 mars 1808, où Napoléon contraignit Charles IV d'Espagne à lui céder le trône afin qu'il pût y placer son frère Joseph, le roi abdiquant ensuite en faveur de son fils, Ferdinand VII, le 19 mars 1808. Ces événements provoquèrent un grand soulèvement populaire en Espagne, qui marqua le début de la Guerre d'indépendance espagnole. En Amérique aussi bien qu'en Espagne, des juntes régionales se formèrent pour lutter contre l'envahisseur français et rétablir sur le trône le monarque légitime.
Toutefois, au sein des juntes américaines, on ne parlait avec enthousiasme que de la Junte populaire de Cadix, et beaucoup d'entre elles étaient considérées avec méfiance par les autorités espagnoles qui les soupçonnaient d'être favorables aux Français. Les autorités gardaient en mémoire certaines actions américaines, telle la publication d'une œuvre sur Les Droits de l'Homme par Antonio Nariño à Bogotá, le mouvement de Juan Picornell (es), la conspiration de Manuel Gual et José María España, ou encore les expéditions militaires catastrophiques de Francisco de Miranda au Venezuela.
D'un autre côté, les autorités espagnoles considéraient qu'il était naturel que les juntes américaines imitassent leurs homologues de la Péninsule, car les territoires espagnols d'Amérique étaient compris comme une part essentielle et intégrante du royaume d'Espagne, et non comme de simples colonies à proprement parler.
Avec le temps, en conséquence du débat politique et de l'instabilité internationale, deux camps bien distincts finirent par se former : celui des royalistes qui voulaient rester sous la dépendance directe de la Monarchie espagnole, dirigé par Juan de Casas (es) (capitaine général du Venezuela de 1807 à 1809) ; celui des patriotes qui étaient partisans de la constitution d'une Junte gouvernante avec la pleine autonomie, telle les Juntes provinciales en Espagne, mais en maintenant des liens avec l'Espagne en dehors d'une reconnaissance formelle de Ferdinand VII.
Ainsi, au milieu de l'année 1807, lorsque Bolívar rentra à Caracas, la ville était plongée dans une atmosphère de grande agitation sociale et politique, gouvernée par des personnages intérimaires supervisés par un régent royal, Joaquín de Mosquera y Figueroa, lequel était considéré comme un visiteur et vu d'un mauvais œil par les Caraqueños. Cette atmosphère était peu propice au règlement d'une situation de crise et ce fut là une circonstance qui précipita les évènements en faveur de l'indépendance.
Bolívar était rentré à Caracas absolument convaincu de la nécessité d'une indépendance américaine. Il essaya d'abord de convaincre ses parents et ses amis qu'il s'agissait de la meilleure solution possible, mais, à l'exception de son frère Juan Vincente, il n'y parvint pas vraiment. En partie à cause des nouvelles d'Europe, qui arrivaient avec beaucoup de retard et peu de détails, — car le public ne s'intéressait à ces événements que de loin, de façon générale et sans s'assurer de leur exactitude —, de sorte que sa capacité à évaluer la situation internationale se trouvait limitée.
Mais soudain les choses changèrent en quelques jours, après une série d'événements qui causèrent un émoi général à Caracas. Au début de juillet, le gouverneur de Caracas, Juan de Casas, reçut deux exemplaires du quotidien londonien The Times, que le gouverneur de Trinidad remit ensuite à celui de Cumaná,et qui rapportait la nouvelle de l'abdication du trône d'Espagne en faveur de Napoléon. Les autorités tentèrent de garder la nouvelle secrète pour éviter l'alarme générale, mais l'arrivée du brigantin français Le Serpent dans le port de La Guaira le 15 juillet 1808 avec à son bord plusieurs émissaires de Napoléon fit échouer le plan.

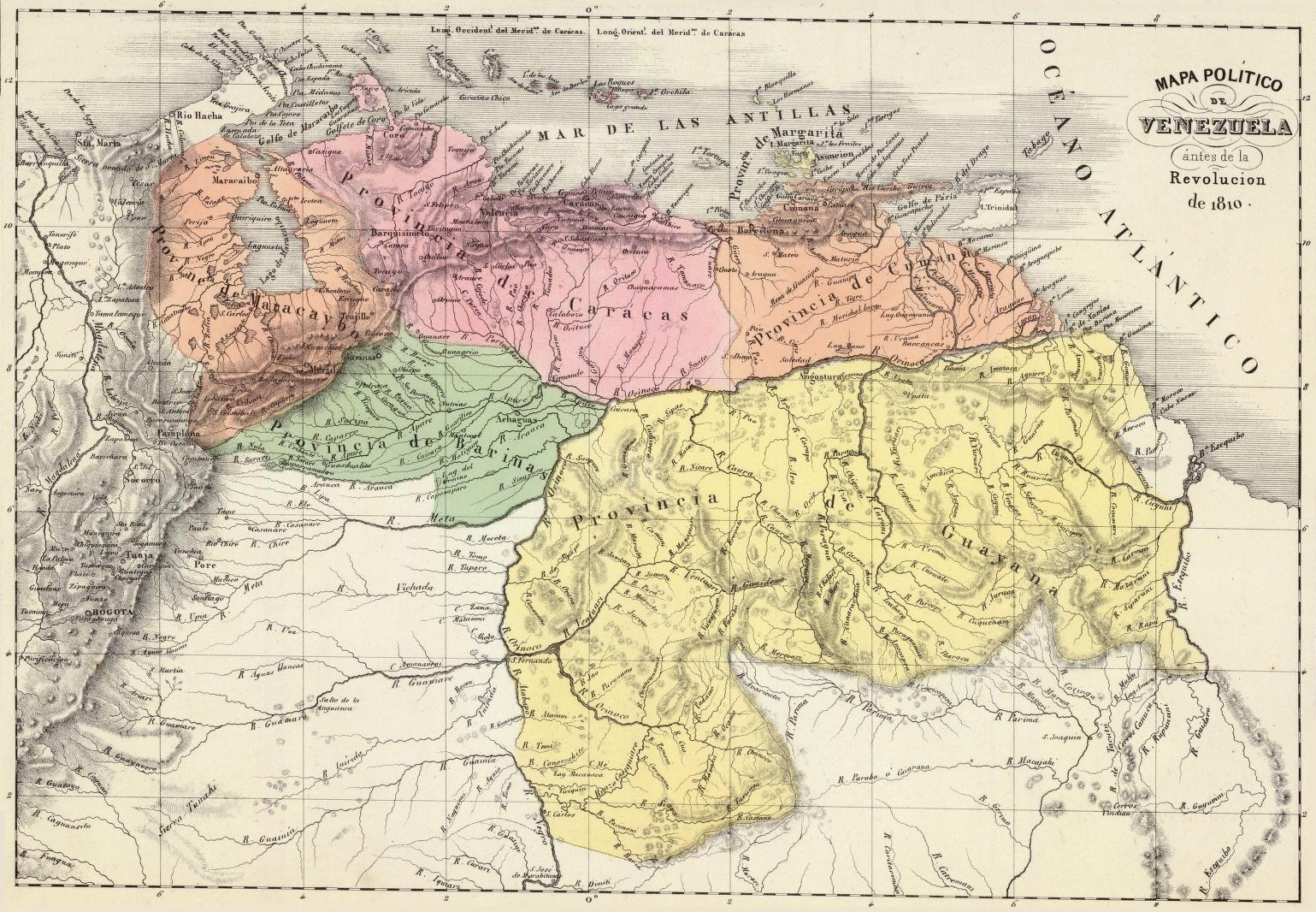
Capitainerie générale du Venezuela en 1810.

Un officier français se présenta au gouverneur Casas avec un document officiel confirmant les mauvaises nouvelles du Times, et pendant que le Gouvernement délibérait sur la situation, la population s'inquiéta de l'arrivée spectaculaire des Français, révélant et diffusant largement dans les journaux et dans d'autres publications la chute de la Monarchie espagnole. La population fut saisie par le malaise et l'indignation, et la situation empira quand un capitaine de frégate anglais appelé Beaver débarqua à La Guaira de l’Alcasta, qui avait poursuivi Le Serpent sans réussir à le rattraper, et alla informer le gouverneur qu'en Espagne la lutte contre les Français continuait, et que Napoléon ne dominait pas encore la situation.
Alors s'installa une étrange procédure politique entre le gouverneur, la Audiencia (la plus haute instance juridique) et le Cabildo (le conseil municipal de Caracas), qui termina de saper l'ordre colonial en place, pendant que l'émoi général divisait la population de Caracas en deux camps : ceux qui, derrière Bolívar, désiraient proclamer l'indépendance et ceux qui, représentés par d'autres Créoles, préféraient la fidélité à la couronne d'Espagne. Ainsi, le 11 janvier 1809, arrivèrent plusieurs dépêches officielles qui annonçaient la création de la Junte Centrale d'Espagne et des Indes, installée à Séville depuis le 16 décembre 1808. Trois jours après, le 14 janvier 1809, le Mariscal de campo (général de division) Vicente Emparan (es) arriva au Venezuela en qualité de capitaine général et gouverneur de Caracas. Son arrivée ouvrit une nouvelle perspective dans la situation politique ; très vite circulèrent des rumeurs qui le disaient partisan des Français (Afrancesado), car il avait été nommé par Joseph Bonaparte alors sur le trône d'Espagne sous le nom de José Ier, à la place de Ferdinand VII.
Dans cette incertitude sur le sort de la monarchie, le 19 avril 1810, les membres du Cabildo de Caracas décidèrent de constituer une Junte Conservatrice des droits de Ferdinand VII (appelée aussi Junte Suprême de Caracas), dans une déclaration qui s'acheva par la signature d'une Déclaration d'Indépendance et d'une constitution qui instaurerait la première république du Venezuela, le 5 juillet 1811. La révolution du 19 avril 1810 obligea donc le capitaine général du Venezuela, Vicente Emparan, à céder ses pouvoirs à la Junte, qui fit par ailleurs expulser les fonctionnaires espagnols en poste, dont Emparan parmi eux, et les fit embarquer sur un navire à destination de l'Espagne.
Peu après, prévenue des évènements, la Régence décida le blocus des côtes vénézuéliennes, mais trop tard ; le processus indépendantiste était déjà irréversible, et l'exemple de Caracas fut suivi par les autres Juntes américaines.

### Mission à Londres
Le nouveau gouvernement traça de nouvelles perspectives, dans toutes les directions. Les nouvelles des évènements de Caracas parvinrent à l'Amiral Alexander Cochrane, commandant des forces navales britanniques dans les Caraïbes. Il transmit ce qu'il avait appris des évènements de Caracas à Londres et mit à disposition de la Junte la corvette Wellington afin qu'elle put envoyer, si elle le désirait, une délégation. Ainsi, Bolívar fut-il envoyé en Angleterre avec le grade de colonel, dans une mission diplomatique, accompagné d'Andrés Bello et Luis López Méndez, avec instruction de solliciter l'appui britannique en faveur de la Junte au nom du roi Ferdinand VII, profitant de l'alliance nouvelle entre l'Espagne et l'Angleterre, qui avaient laissé de côté leurs différends historiques face au péril commun représenté par Napoléon.
La mission diplomatique arriva à Londres au milieu d'une situation politique délicate car l'Angleterre venait d'accorder une coûteuse aide militaire à l'Espagne et le refus de la Junte de reconnaître l'autorité de la régence espagnole fut alors un obstacle dans les négociations.
Cependant, Lord Wellesley considéra comme convenable de recevoir la délégation dans sa résidence particulière, Apsley House, craignant que les Vénézuéliens ne s'adressassent à Napoléon en recherchant un appui et désirant sonder les intentions diplomatiques vénézuéliennes.
Dès le départ, les Britanniques laissèrent entendre que, dans les circonstances présentes, un appui au Venezuela était impossible et dans une tentative de faire pression sur la couronne d'Espagne pour qu'elle leur donnât le droit de commercer librement avec ses colonies, ils essayèrent de faire dévier les négociations des accords commerciaux dans le sens le plus conforme à leurs intérêts.
Bien que tous les objectifs de la délégation ne fussent pas remplis, quelques compromis importants purent être convenus grâce à la présence à Londres de Francisco de Miranda. Bolívar entretint avec lui des contacts qui pesèrent favorablement sur les négociations.
Ainsi Bolívar réussit à obtenir la secrète connivence des Anglais, déguisée en neutralité, ainsi que l'ouverture du commerce extérieur, et la possibilité que l'Angleterre fasse pression sur l'Espagne en faveur des intérêts vénézuéliens.

### Bolívar pendant la Première République vénézuélienne

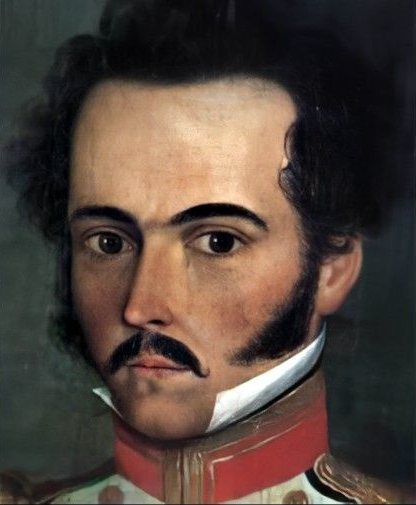
Bolívar en 1812.

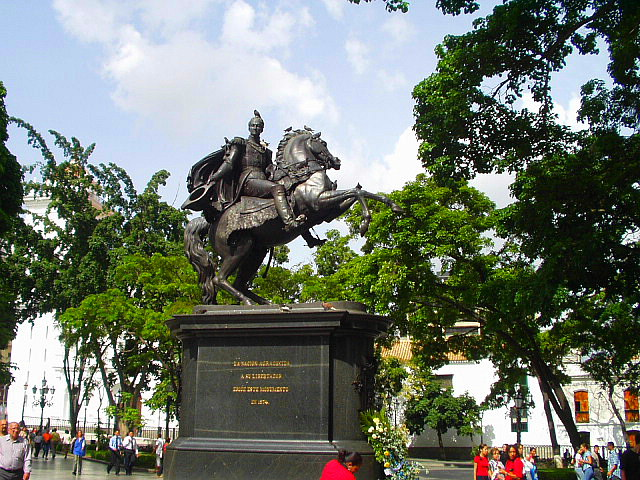
Statue équestre du Libertador, Caracas-Venezuela.

Après être convenu avec les Anglais de la permanence d'un représentant à Londres, Bolívar embarqua sur la corvette Shaphire et arriva à La Guaira le 5 décembre 1810.
Une fois au Venezuela, il procéda à différentes tractations afin de négocier le retour de Francisco de Miranda. Grâce à ces tractations, ce dernier rentra au Venezuela à bord du brigantin anglais Avon le 10 décembre 1810, accueilli froidement par la Junte suprême, qui le nomma néanmoins Lieutenant-Général (général de corps d'armée) peu après.

#### Premiers commandements de Bolívar
Miranda entra rapidement en conflit avec le chef militaire du gouvernement, le marquis del Toro, à cause de son incapacité à maîtriser la rébellion royaliste de Coro. Pendant ce temps, les circonstances avaient favorisé l'apparition dans Caracas d'organisations telles que la Société Patriotique, laquelle était une sorte d'association indépendantiste qui fonctionnait comme un foyer de débats politiques, livrant les conclusions de ces débats dans sa revue propre, Le Patriote du Venezuela.
Bolívar était un membre important de cette association, qui fut particulièrement impliquée dans la ratification de la Déclaration d'indépendance du 5 juillet 1811, et qui s'opposa ensuite à la Constitution du 21 décembre 1811, considérant qu'il s'agissait d'une copie conforme de celle qu'avaient adoptée les États-Unis et qu'elle n'était donc pas adaptée aux réalités du Venezuela.
Peu après, de sa propre initiative, Bolívar commença de relever le moral des troupes dans les Valles de Aragua, c'est pourquoi le général Miranda, alors commandant en chef des armées républicaines, le persuada d'accepter le grade de lieutenant-colonel à l'État-Major et le nomma commandant militaire de Puerto Cabello, la principale place-forte du Venezuela.
Cette ville était une position militaire clé par ses caractéristiques de port, d'arsenal, de prison militaire, de garnison et d'appui (matériel) pour le contrôle de la zone. Là étaient détenus les prisonniers de guerre influents, au Castillo San Felipe, où était aussi stocké une grande partie de l'arsenal républicain, bien que ce fût contraire aux normes de sécurité militaire.
Miranda avait bien ordonné que l'arsenal fut déplacé, mais cet ordre ne fut jamais exécuté, ce qui, allié à l'inexpérience militaire de Bolívar, fut une des raisons de la chute de Puerto Cabello.
Les prisonniers réussirent à prendre par surprise leurs gardiens et avec l'aide d'un officier qu'ils avaient soudoyé, s'approprièrent le Castillo San Felipe et bombardèrent la ville de Puerto Cabello.
Bolívar essaya de reprendre la garnison durant six jours de combats ininterrompus, avec le peu d'effectifs dont il disposait, qui ne dépassait pas la quarantaine d'hommes, mais la situation lui était trop défavorable. Il n'était pas possible de bombarder le castillo à cause de la portée limitée des pièces républicaines; de surcroît, la ville fut attaquée par les troupes de Domingo Monteverde. Après avoir lancé un dernier assaut frontal sur le castillo, sans succès, Bolívar décida d'abandonner la place, et réussit à s'échapper au prix de nombreux efforts.

#### La chute de la Première république vénézuélienne et l'arrestation de Miranda
Cet évènement, en plus du violent séisme du 26 mars 1812, fit pencher la balance en faveur des royalistes, et bien que beaucoup pensassent qu'il était possible de continuer la lutte, Francisco de Miranda capitula, le 26 juillet 1812, sous mandat du Congrès et signa le Traité de La Victoria qui instaurait de nouveau la domination espagnole sur le Venezuela.
Le 30 juillet 1812, Miranda arriva à La Guaira avec l'intention de s'embarquer sur le Shaphire, au beau milieu d'une situation dans laquelle peu d'officiers vénézuéliens étaient au fait des négociations avec Monteverde et s'estimant donc trahis par Miranda, alors qu'il avait agi sur l'ordre du Congrès.
Ainsi, alors que Miranda était logé dans la maison du colonel Manuel María Casas, Commandant de La Guaira, un groupe de républicains, nombreux, parmi lesquels comptaient Miguel Peña et Simón Bolívar, le convainquit de rester une nuit de plus dans la résidence de Casas.
À deux heures du matin, Peña, Casas, Bolívar et quatre hommes armés s'introduisirent dans la chambre de Miranda, qui dormait profondément, prirent par précaution son épée et son pistolet, le réveillèrent, lui ordonnèrent avec rudesse de se lever et de se vêtir, après quoi ils le mirent aux fers et le remirent à l'Espagnol Monteverde.
En échange de cet acte de trahison, l'Espagnol Francisco Antonio de Iturbe y Hériz accorda à Bolívar un sauf-conduit que ce dernier avait sollicité pour s'exiler, sur faveur spéciale de Domingo Monteverde. À cette occasion, le général espagnol fit en sorte que la capture de Miranda soit comprise comme un service rendu au royaume d'Espagne.

### Le Manifeste de Carthagène

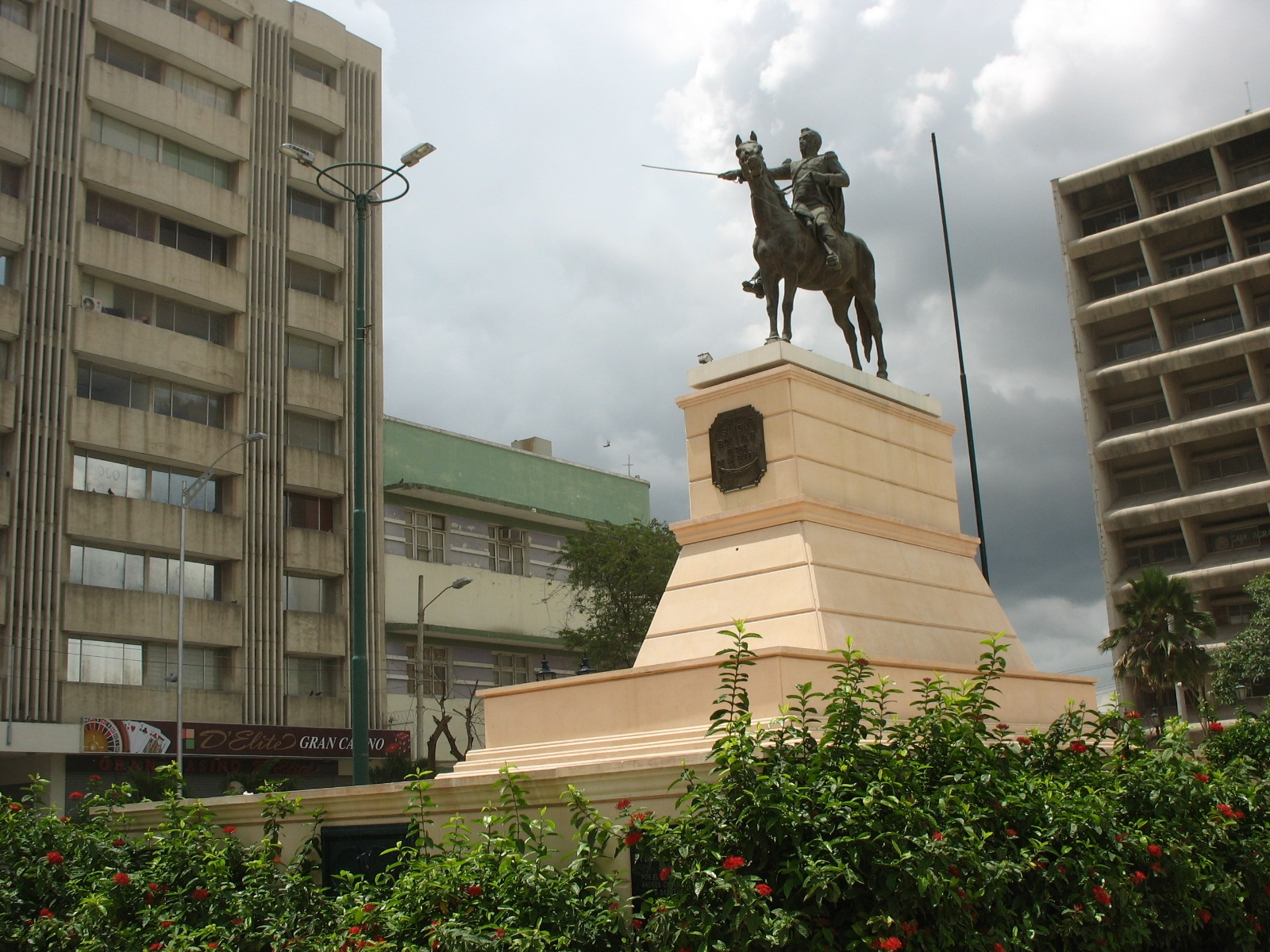
Paseo de Bolívar, Barranquilla.

Le 27 août 1812, Bolívar fut autorisé par Domingo Monteverde à se rendre sur l'île de Curaçao, occupée par les Anglais. Il fit le voyage sur la goélette espagnole Jesus, María y José accompagné de José Félix Ribas, Vincente Tejera et Manuel Díaz Casado.
Il se rendit ensuite à Carthagène des Indes, où le processus indépendantiste avait débuté le 20 juillet 1810 et avait abouti à la formation de différentes Juntes Suprêmes rivales. Dans ce cadre, il compila un manuscrit connu sous le nom de Manifeste de Carthagène, où il se livra à une analyse politique et militaire des causes qui avaient entraîné la chute de la Première République vénézuélienne, et où il exhortait la Nouvelle-Grenade à ne pas commettre les mêmes erreurs.
Dans ce texte, il proposait également des formules qui aideraient à remédier aux divisions des provinces et à promouvoir l'union des peuples américains en vue de l'objectif commun : l'indépendance.
Ainsi, peu après son arrivée, Bolívar sollicita auprès du Gouvernement de Carthagène le droit de servir dans les rangs de son armée, et se vit confier le commandement d'une garnison de soixante-dix hommes dans la petite localité de Barrancas, où commencerait de se forger son futur prestige militaire.
Au début, Bolívar était subordonné à un aventurier français nommé Pierre Labatut. Mais désobéissant à celui-ci, il lança une campagne contre les troupes royalistes qui se trouvaient sur les rives du fleuve Magdalena, ce qui augmenta l'aguerrissement et la cohésion de ses hommes.
Le résultat de cette campagne fut la libération de localités telles Tenerife, El Guamal, El Banco, Tamalameque et Puerto Real de Ocaña ; il parvint à éradiquer et disperser plusieurs guérillas royalistes qui opéraient dans la région et occupa finalement Ocaña.
Avant ces succès, le colonel Manuel del Castillo, commandant en chef de Pamplona, sollicita son aide pour arrêter les royalistes qui prévoyaient d'entrer depuis le Venezuela. Afin d'intervenir, le colonel Bolívar dut demander l'autorisation de Carthagène pour opérer sur le territoire des Provinces-Unies de Nouvelle-Grenade.
Dès qu'il la reçut, il progressa jusqu'à la frontière vénézuélienne où il livra la bataille de Cúcuta, offensive du 28 février 1813 contre les troupes espagnoles. L'attaque fut un succès pour lequel le Congrès lui accorda la citoyenneté de l'Union et l'éleva au grade de brigadier (général de division) chargé de la division de Cúcuta.
De février à avril 1813, Bolívar dut rester à Cúcuta, à cause d'obstacles légaux et du regard suspect que Manuel del Castillo lui jetait désormais, le soupçonnant de vouloir entrer au Venezuela. Pour un tel projet en effet, Bolívar disposait d'une troupe aguerrie et bien équipée, et d'officiers néo-grenadins brillants disposés à le suivre dans une éventuelle libération du Venezuela.

### Guerra a muerte, la Guerre à mort

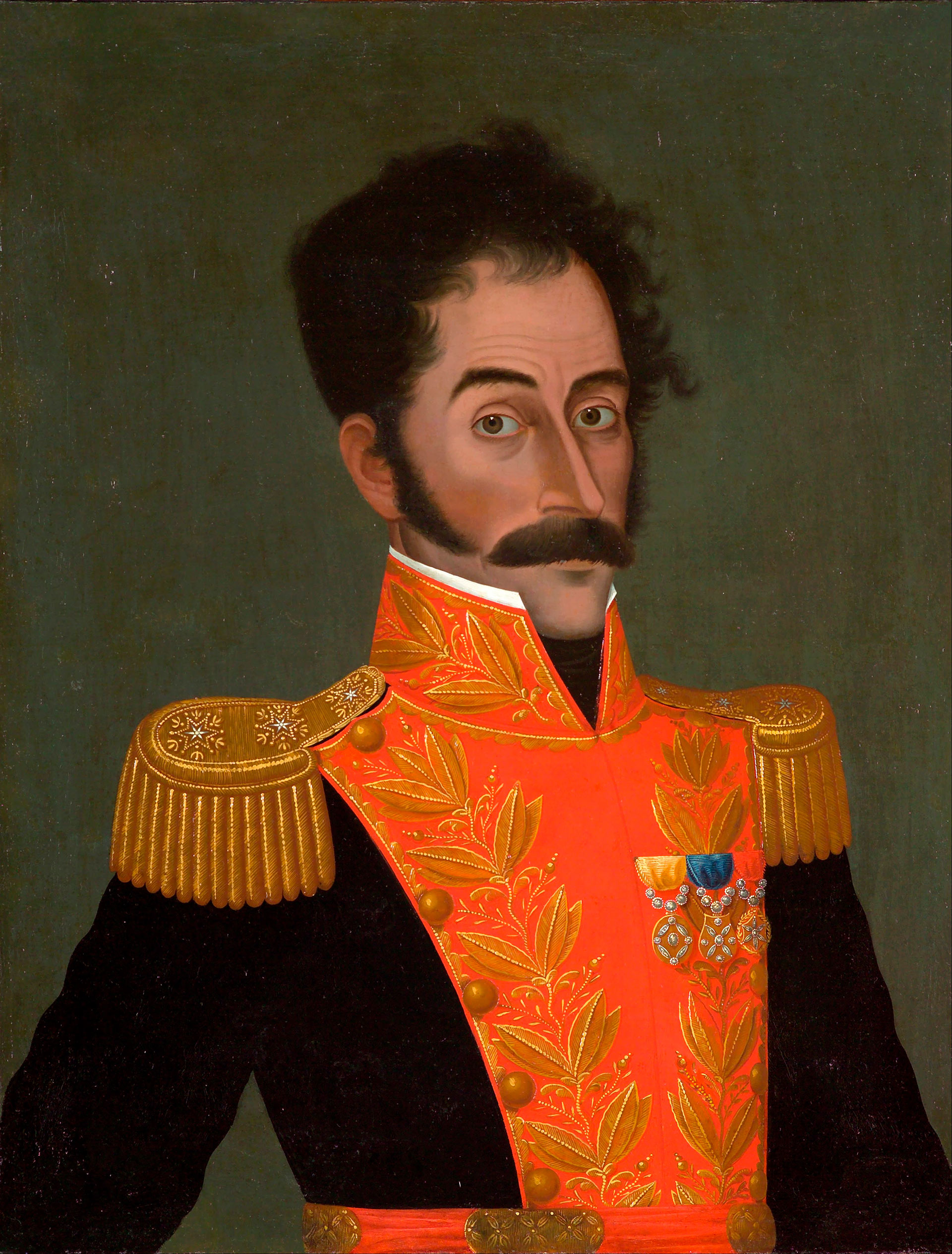
Simón Bolívar, par José Gil de Castro.

Drapeau de Bolívar durant la Guerre à mort.

#### La convention de Carthagène et le Décret de Guerre à mort
Le 16 janvier 1813, les patriotes du Congrès de Carthagène adoptèrent la Convention de Carthagène, rédigée par Antonio Briceño, qui pose le principe d'une guerre d'extermination contre les Espagnols et les Canariens, dans l'idée qu'il s'agit là du plus sûr moyen d'arriver à l'indépendance définitive vis-à-vis de la couronne d'Espagne, de même qu'Haïti obtint son indépendance au terme de la « guerre à mort » qu'elle avait déclarée aux Français (1793-1804).
Après avoir reçu de Nouvelle-Grenade une autorisation et des moyens, Bolívar lança l'une de ses plus importantes offensives, la Campagne Admirable.
Quand il entra dans Cúcuta en février 1813, pour commencer sa campagne dans les Andes vénézuéliennes, on ne lui opposa aucune résistance. Il avança donc jusqu'à Mérida, qu'il prit pacifiquement, après la fuite des autorités royalistes prévenues de son arrivée imminente. C'est lors de cette entrée triomphale qu'on lui attribua pour la première fois le titre de Libertador, par décision du Cabildo de Mérida.
Le 20 mars 1813, Bolívar et Manuel del Castillo rédigèrent le Décret de guerre à mort, d'abord comme une réponse aux atrocités commises durant la campagne de Monteverde, et ensuite comme une tentative de caractériser la guerre d'indépendance du Venezuela comme un conflit entre deux nations distinctes, alors qu'elle était considérée seulement comme une guerre civile à l'intérieur d'une colonie espagnole. Mais en fait, le décret a surtout sanctionné et concrétisé les dispositions de la convention de Carthagène, en avertissant les Espagnols et les Canariens du Venezuela et de Nouvelle-Grenade qu'ils seraient fusillés s'ils n'œuvraient pas à l'indépendance. La convention du 16 janvier et le décret du 20 mars ouvrirent donc une période particulièrement violente de la guerre, qui culmina en l'an 1814, et durant laquelle les deux camps (républicains et royalistes) se livrèrent à des exécutions massives de prisonniers et à des représailles systématiques sur la population. La Campagne Admirable devait donc s'achever en une guerre sale qui donna son nom à la période, les Espagnols et les Canariens étant fusillés « tous, presque sans exception » dans chaque ville que traversait l'armée républicaine. Le Décret allait être effectif jusqu'en novembre 1820.
Les troupes de Bolívar gagnèrent rapidement du terrain sur cet ennemi qui fuyait devant leur avancée inattendue, ayant pris les royalistes totalement au dépourvu. Surtout, ces derniers craignaient les dispositions prises dans le Décret de guerre à mort au cas où ils seraient faits prisonniers. Finalement, Bolívar obligea les royalistes à livrer bataille, à Los Taguanes, un endroit situé entre Tucupido et Valencia, où il les écrasa, et les força à capituler ; l'acte fut signé à La Victoria.
Après la capitulation espagnole, Bolívar avait la voie libre jusqu'à la capitale, et il entra triomphalement à Caracas le 6 août 1813. Là, à la suite du triomphe militaire dans Los Mosquiteros, son titre d'El Libertador fut ratifié et lui-même fut nommé capitaine général du Venezuela. Depuis lors, son nom reste associé au titre de Libertador.
En février 1814, à Caracas, événement notable des conditions de la Guerre à mort, Bolívar fit fusiller 886 Espagnols et Canariens en trois jours, les 24, 25 et 26 février.

#### La présidence du Venezuela
À partir de ce moment, Bolívar se consacra à l'organisation de l'État et à la direction de ce qui paraissait être la dernière étape de la guerre. L'activité administrative qu'il développa prit de grandes dimensions : il organisa le régime militaire au moyen de régulations, il maintint le Consulat en place, créa un nouveau système fiscal ainsi qu'un nouvel appareil de justice, il modifia le gouvernement municipal et accorda la nationalité vénézuélienne à tout étranger qui désirait embrasser la cause républicaine.
Il s'occupa également des affaires économiques, en stimulant l'activité agricole, les exportations et la recherche de main-d'œuvre qualifiée.

#### La chute de la Deuxième République
Ce fut alors qu'apparut la figure d'un capitaine de milices espagnol appelé José Tomás Boves, fameux par sa vaillance, qui avait initié plusieurs opérations militaires dès 1814 à La Puerta à la tête des Llaneros (cavaliers et paysans cultivateurs de grenade dans les plaines - llanos - de Colombie et du Venezuela, qui eurent un rôle central au cours des guerres d'indépendance en Amérique du Sud), qui avaient obtenu des autorités espagnoles le droit de piller et saccager les villes insurgées.
Les forces de Bolívar s'affaiblirent au fil des combats contre Boves et ses Llaneros, à cause du manque de moyens et de renforts face à un ennemi qui se révéla implacable et n'hésitait pas à exécuter les prisonniers pour ne pas avoir à les entretenir.
Face à l'augmentation de la violence du conflit et du manque de moyens pour soutenir le combat contre Boves et ses Llaneros, le 7 février 1814 Bolívar décida de se replier avec les restes de son armée vers les territoires orientaux du Venezuela. Là, il s'unirait à l'armée de Santiago Mariño en vue d'un effort commun pour arrêter Boves.
La retraite stratégique de Bolívar provoqua un exode massif de population de Caracas aux territoires orientaux. Beaucoup de Caraqueños moururent ainsi en essayant de suivre l'armée républicaine, craignant les représailles sanguinaires de Boves.
À cause du harcèlement constant des troupes de Boves sur les réfugiés, Bolívar décida de faire front à Aragua de Barcelona, le 18 août 1814, dans une tentative pour retarder la progression des royalistes et sauver le plus grand nombre de réfugiés. Après avoir été mis en déroute, Bolívar atteint Cumaná le 25 août 1814, où il s'unit enfin à l'armée de Santiago Mariño.
Cependant, la Deuxième République vénézuélienne était blessée à mort, et les royalistes affirmeraient leur domination sur tout le Venezuela dans le reste de l'année 1814, exception faite des territoires orientaux et de l'île de Margarita, qui restèrent républicains. Toutefois, l'armée républicaine s'était divisée en une multitude de petites factions, chacune sous l'autorité d'un caudillo qui dominait une portion de territoire ; dès lors, il fut très difficile pour Bolívar d'exercer son autorité et de coordonner les actions de son armée.
À cette situation catastrophique s'ajouta la conduite du corsaire Giovanni Bianchi, qui essaya de l'exploiter à son avantage, ce qui poussa finalement Bolívar et Mariño à quitter le pays pour Carthagène des Indes.

### En Jamaïque

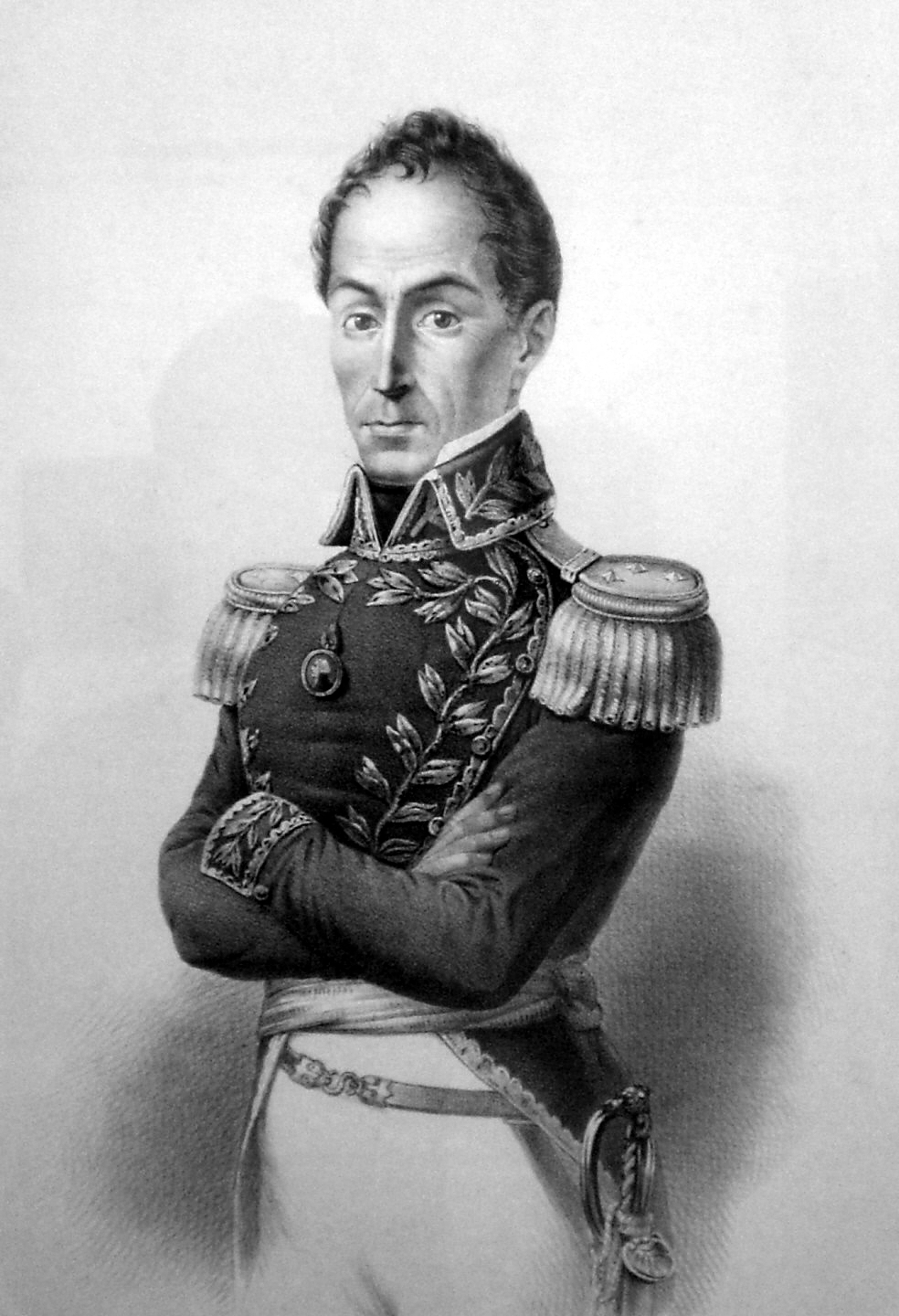
Lithographie de Simón Bolívar.

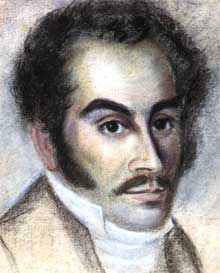
Bolívar durant son séjour en Haití.

Après les évènements de Carúpano, Bolívar arriva à Carthagène à la fin de l'année 1814 afin d'obtenir de nouveau une aide de la Nouvelle-Grenade, laquelle se trouvait également dans une situation difficile qui l'empêcha de développer d'autres projets.
Ces circonstances ainsi que l'appui que lui accorda le gouvernement néo-grenadin firent qu'il fut reconnu comme chef par les Vénézuéliens présents en Nouvelle-Grenade à ce moment-là. Le 19 septembre 1814, Bolívar se trouve avec Camilo Torres Tenorio qui préside le Congrès des Provinces-Unies de Nouvelle-Grenade. Ce dernier admet les arguments de Bolívar et, face à la déroute du général Antonio Nariño lors de la campagne du Sud en juillet 1814, charge Bolívar de la conduite de la guerre. Le 10 décembre, Bolívar prend Santa Fe, obligeant ainsi Cundinamarca à reconnaître l'autorité du Congrès des Provinces Unies.
Confronté à l'impossibilité d'établir un quelconque projet pour le Venezuela, il démissionna de sa charge et part pour la Jamaïque sur le navire La Découverte. Il arriva sur l'île le 14 mai 1815 et, dans le peu de mois qu'il y resta, il écrivit la Lettre de Jamaïque, portant la date du 6 septembre 1815.
Dans ce document, il décrivait la situation générale du continent américain, en le considérant comme un tout unitaire, et il commença à exposer le projet préconçu par Francisco de Miranda de la création d'une grande confédération sud-américaine portant le nom de Colombie, l'évoquant comme une réalité à atteindre par les jeunes républiques sud-américaines, l'objectif final des indépendances, comme base et horizon de leur projet politique.
Cependant la situation de Bolívar dans l'île devint très tendue, car il s'y trouvait sans ressource pécuniaire. Il dut même subir une tentative d'assassinat, dont il sortit indemne. Mais comme il ne pouvait plus payer la pension de la maison où il vivait, il dut déménager le jour même de la tentative d'assassinat grâce à l'aide financière du français Benoît Chassériau qui indirectement lui sauva la vie,,,.
Face à la neutralité du gouvernement britannique, qui ne voulait pas compromettre ses intérêts en l'appuyant ouvertement, et la probabilité d'une nouvelle tentative de meurtre de la part des Espagnols, Bolívar décida de se rendre dans un pays plus sûr, d'où il pourrait organiser une expédition.

### En Haïti
À cette époque, Haïti était une jeune République indépendante vis-à-vis de la France, qui accordait l'asile et soutenait les causes indépendantistes sur le continent américain. Pour cette raison, Bolívar considéra qu'il s'agissait du lieu adéquat pour organiser une expédition militaire pour le Venezuela avec l'aide du président haïtien, le général Alexandre Pétion.
Le 19 décembre 1815, Bolívar quitta la Jamaïque pour Haïti, d'une façon qu'il trouva lui-même précipitée, et arriva le 24 décembre au port les Cayes. Au moment où il avait quitté la Jamaïque, Bolívar avait déjà résolu les aspects fondamentaux de la campagne qu'il avait en tête. Ces aspects nécessitaient une approche prudente : la campagne aurait besoin d'un appui politique, d'une aide financière et d'une collaboration technique, navale et militaire.
Une grande partie du financement provint d’une sorte de consortium regroupant des particuliers acquis à la cause de Bolívar parmi lesquels les Français Benoît Chassériau et Jean Pavageau,.
Alors, avec l'aide secrète du gouvernement haïtien et de l'expérimenté amiral Louis Brión, Bolívar réussit à monter une expédition maritime connue comme l'expédition de Los Cayos, qui partit le 23 mars 1816 à destination de l'île Margarita, d'où il reprendrait ses opérations militaires.

### Bolívar et la Grande Colombie

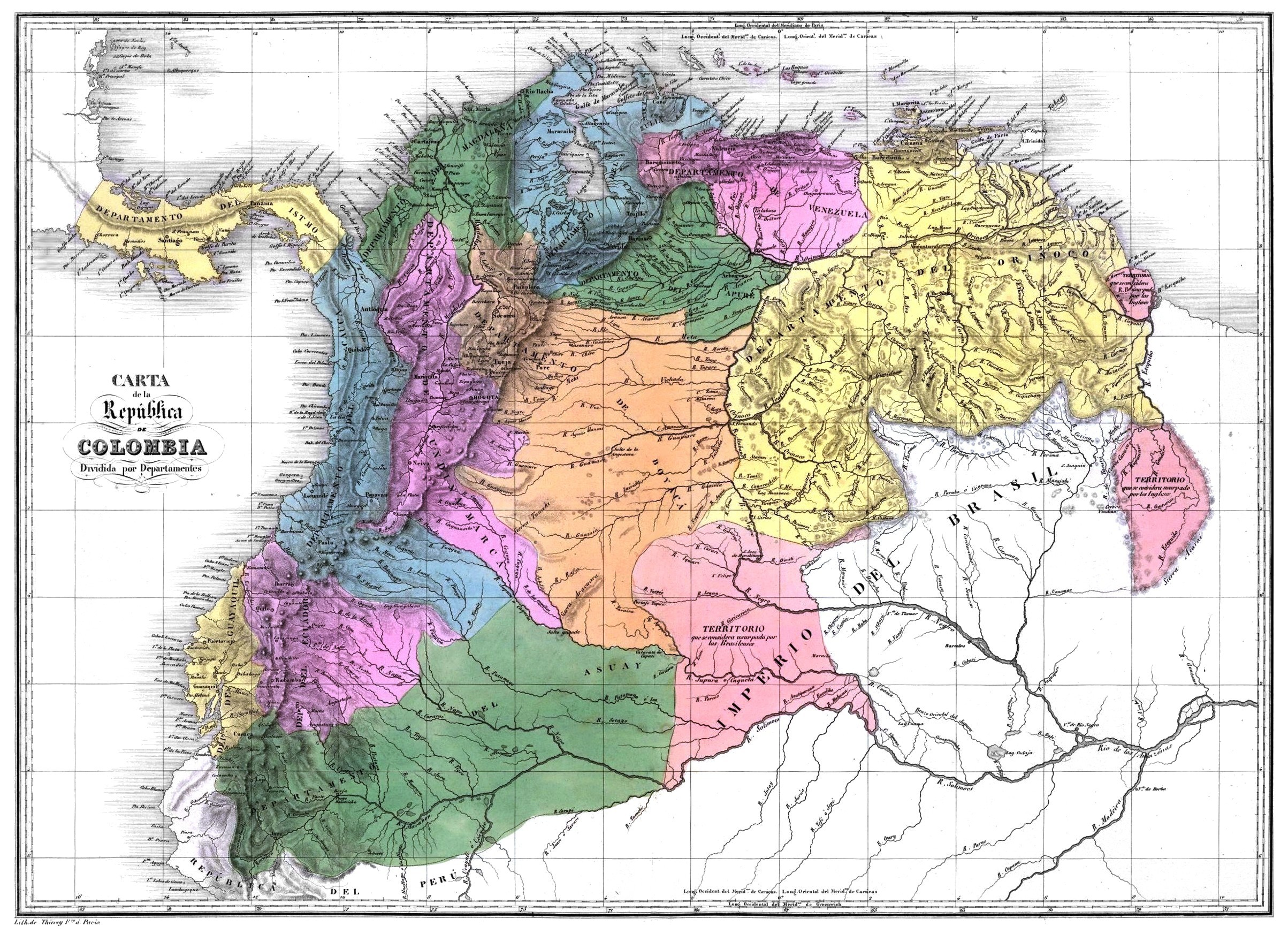
Carte de la Grande Colombie.

Après la chute de la deuxième République vénézuélienne, et sa courte expérience en Nouvelle-Grenade comme commandant (militaire), Bolívar entama une réflexion sur les causes des précédents échecs, les perspectives offertes par la situation internationale, et la meilleure façon d'établir une indépendance durable.
Ses réflexions l'amenèrent à la conclusion que, pour obtenir cette indépendance définitive et empêcher les Espagnols de reconquérir les territoires libérés, il était nécessaire de vaincre totalement les armées royalistes. Mais cette idée n'était pas suffisante ; les efforts des caudillos régionaux étant mal coordonnés, voire inexistants, et dispersés dans le continent américain, ils devaient être unifiés et rassemblés sous un commandement unique, et comme garantie d'une indépendance permanente devait être créée une république grande et forte, qui puisse se défendre et repousser n'importe quelle tentative de déstabilisation.
L'idée de la création d'une telle nation constituait pour Bolívar un objectif beaucoup plus ample et audacieux que ceux qu'il s'était donné précédemment et dès lors ses actes et ses décisions allaient être différents des entreprises qu'il avait menées auparavant.

### La Colombie comme projet politique

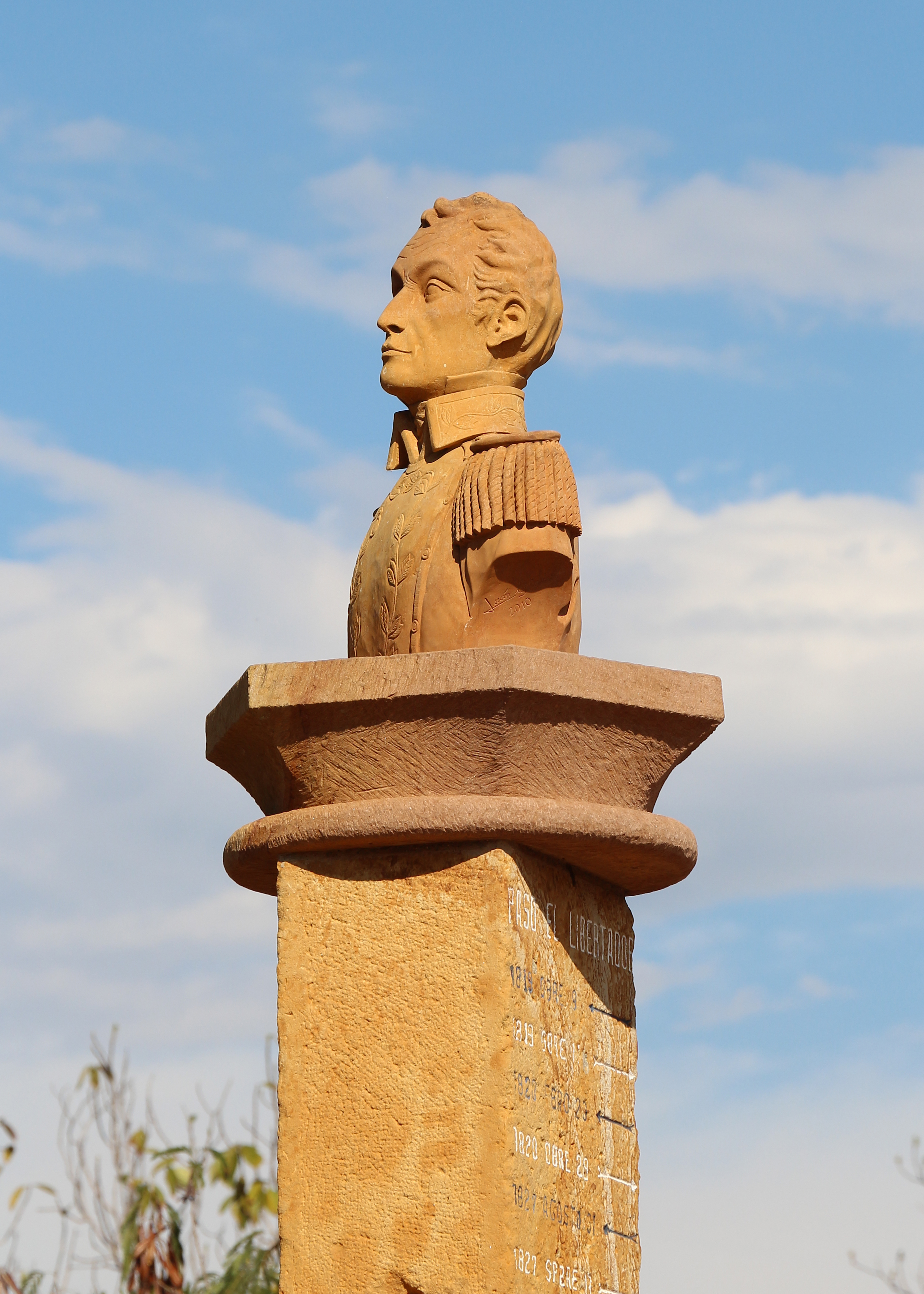
Statut de Bolivár à Barichara

Déjà, en Jamaïque, Bolívar avait exprimé l'idée de Colombie comme d'un pays qui devait devenir réalité. Il conclut que pour faire de la Colombie une nation viable et crédible, il fallait encore créer un gouvernement centralisé, capable de coordonner les manœuvres nécessaires à la garde des frontières, et de regrouper les différents peuples américains, comme garantie de l'indépendance.
Bien que le projet de Colombie comme nation fut à l'origine un idéal de Francisco de Miranda, ce fut Bolívar qui, tirant cette idée de ses contacts avec El Precursor (Miranda) à Londres, eut le mérite de le mener à bien contre vents et marées jusqu'à sa mort.
Pour garantir la liberté de la Colombie, il pensait qu'il était vital de prendre le contrôle du Venezuela aussitôt que possible afin d'empêcher les Espagnols d'utiliser ces territoires comme un avant-poste continental d'où ils pourraient lancer leurs campagnes de reconquête. C'est pourquoi il imposa la libération du Venezuela comme une priorité.
Ainsi, il débarqua dans l'île de Margarita en 1816, décidé à obtenir d'abord la reconnaissance de son autorité et ensuite de préparer une campagne de libération des territoires continentaux avec l'aide du meneur local, Juan Bautista Arismendi.
Au fil du temps, Bolívar dut traiter avec des meneurs d'hommes qui avaient gagné leurs galons de généraux au cœur de l'action, et qui n'acceptaient son autorité que comme un mal nécessaire à la victoire contre les royalistes ; il se passa un certain temps avant que son autorité ne soit plus discutée.
La consolidation de l'autorité suprême de Bolívar facilita le contrôle du Venezuela oriental. Puis, en s'installant à Angostura, Bolívar apporta avec lui les mécanismes élémentaires qui permettraient au gouvernement de fonctionner. Mais l'affrontement contre l'expédition pacificatrice espagnole, commandée par le général Pablo Morillo, était inévitable.
À cette époque, l'armée espagnole revenait tout juste de sa longue campagne de reconquête de la Nouvelle-Grenade, et bien que le général Pablo Morillo tenta par tous les moyens de pallier la situation, il ne put éviter l'affaiblissement de son armée, dû aux difficultés que lui opposait l'administration coloniale quant à l'obtention de renforts, en hommes et en armes, pour couvrir les pertes qu'il avait subies.
En 1818, l'armée expéditionnaire (arrivée d'Espagne en 1815) se révéla insuffisante pour soutenir la guerre au Venezuela et Morillo fut obligé de rappeler quelques-unes des troupes qu'il avait laissées en Nouvelle-Grenade pour tenter de contenir la progression de Bolívar. La situation politique et militaire était donc favorable aux indépendantistes pour la création d'un État et en 1819, à Angostura, un Congrès Suprême de la République vit le jour.

### Campagne Libératrice de la Nouvelle-Grenade

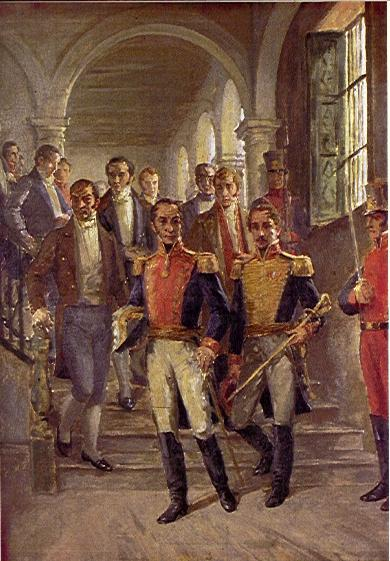
Simón Bolívar et Francisco de Paula Santander au Congrès de Cúcuta.

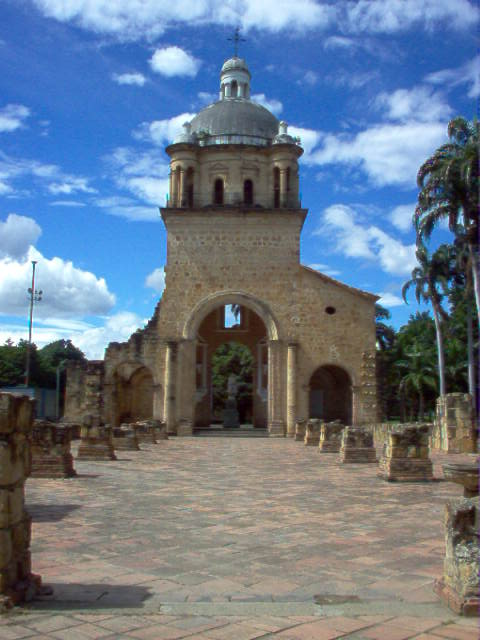
Temple Historique de Cúcuta, où s'établit le Congrès de Cúcuta. À l'intérieur se trouve une statue de Bolívar.

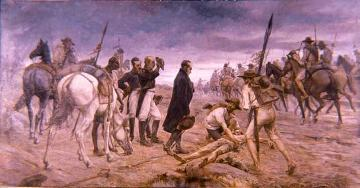
Passage de l'armée du Libertador par le paramo de Pisba.

#### Le plan de Bolívar et Santander
À partir de 1818, la situation pencha définitivement en faveur des patriotes et dès lors leur avancée à travers le continent ne put pratiquement plus être arrêtée. Bolívar (du Venezuela) et Francisco de Paula Santander (de Nouvelle-Grenade) purent ainsi coordonner leurs actions depuis leurs aires d'influence respectives, qui formeraient finalement une unité militaire.

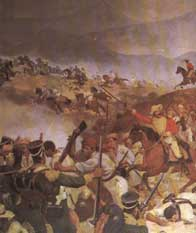
Bataille de Boyacá.

Il existait à ce moment en Nouvelle-Grenade un important foyer de résistance révolutionnaire contre les troupes de Pablo Morillo dans les plaines de Casanare, zone proche des plaines d'Apure et de l'Arauca, où quelques-uns des révolutionnaires néo-grenadins les plus compromis s'étaient repliés pour combattre la violence de la contre-révolution du commandant Sámano, en tant que bastion patriote commandé par Francisco de Paula Santander. Bolívar le promut au grade de brigadier (général de brigade) et le nomma commandant de la division d'avant-garde.
Tous deux avaient élaboré un plan qui consistait pour Santander à préparer la province de Casanare, unifier les guérilleros du Sud, et transmettre des informations à Bolívar sur les troupes espagnoles, afin d'envahir la Nouvelle-Grenade.

#### Naissance de la Colombie
Aux préparatifs militaires s'ajoutaient d'importantes décisions politiques. Le 21 janvier 1819, deux navires anglais arrivèrent à Angostura, le Perseverance et le Tartare, avec à leur bord un corps de volontaires connu plus tard sous le nom de Légion Britannique, qui venaient appuyer Bolívar. Le 15 février, le Libertador réunit le congrès d'Angostura, au cours duquel il prononça l'une de ses meilleures allocutions politiques, le discours d'Angostura. Il y développa une analyse critique de la situation, exposa le but à suivre pour réussir à fonder la République, et annonça le projet de la Constitution de Cúcuta, promulguée plus tard par le Congrès de Cúcuta, en 1821.
Le résultat de ce Congrès fut la naissance officielle de la République de Colombie, connue sous le nom de Grande Colombie, par la promulgation de la Loi Fondamentale de Colombie, dont les territoires embrassaient à cette époque ceux de Nouvelle-Grenade et du Venezuela, et se divisait en trois départements : Cundinamarca (Bogotá), Venezuela (Caracas) et Quito.
Le Congrès nomma également, en décembre 1821, Simón Bolívar président de la République et Francisco de Paula Santander vice-président de façon que « Les Républiques du Venezuela et de Nouvelle-Grenade soient réunies à partir de ce jour, sous le titre glorieux de République de Colombie ».

#### Le passage des Andes et la Campagne Libératrice
Cependant, en 1819, Bolívar continuait à préparer l'invasion de la Nouvelle-Grenade, en essayant de maintenir au secret les détails de la campagne. Ainsi, sa durée, ses caractéristiques, sa date de départ et sa portée n'étaient pas connus, ce qui contribua au facteur de surprise et à l'imprévisibilité de l'attaque.
Pablo Morillo était au courant de l'arrivée de la Légion britannique à Angostura sous le commandement de James Rooke, et il devina que le prochain mouvement de Bolívar serait logiquement l'alliance avec les troupes de José Antonio Páez, le principal meneur rebelle des Llanos. En conclusion, il décida d'attaquer le réduit rebelle de Casanare avec les troupes du colonel José María Barreiro, constamment harcelées par l'armée du général Santander, dont les manœuvres de guérilla avaient usé la troisième division espagnole.
L'arrivée de la saison des pluies rendit les chemins impraticables et les manœuvres militaires difficiles, ce qui décida les Espagnols à se replier, dans l'idée que les indépendantistes feraient de même de leur côté.
Le cours des évènements fit pressentir le pire au général Morillo, car son Armée expéditionnaire, épuisée et privée de renforts depuis longtemps, se trouvait confrontée à une force efficace dont il ignorait les capacités réelles.
C'est alors que Bolívar réalisa l'un de ses exploits les plus célèbres, le passage des Andes, en une saison peu propice qui rendait la chose impossible avec les moyens de l'époque. L'avance difficile des troupes patriotes se fit à travers le paramo de Pisba, pour atteindre finalement les positions royalistes le 25 juillet 1819, à la bataille du Pantano de Vargas. Les troupes royalistes prirent la fuite, ce qui permit à Bolívar de progresser jusqu'à la ville de Tunja, où il entra le 4 août 1819.
De là, il rejoignit l'armée de Santander qui s'était arrêtée au village de Tame, dans la province d'Arauca, et il put enfin lancer sa campagne libératrice de Nouvelle-Grenade.
L'attaque de Bolívar avait réussi à surprendre les Espagnols qui, face au désastre, essayèrent de réagir. Barreiro pensait encore pouvoir contrôler la situation, mais l'état de ses troupes l'obligea à se replier vers Bogotá, où les conditions lui seraient beaucoup plus favorables.
L'affrontement décisif contre les royalistes eut lieu à la Bataille de Boyacá, le 7 août 1819, déclenchée initialement afin de retenir les troupes de Barreiro dans leur retraite, et qui s'acheva en une grande victoire pour Bolívar et l'armée révolutionnaire.
Quand le vice-roi Juan de Sámano qui connaissait comme tous les royalistes le décret de Guerre à mort, fut prévenu de la déroute, il s'enfuit sur-le-champ de Bogotá. Ainsi l'armée libératrice entra triomphalement dans la capitale le 10 août 1819.

### Campagnes finales

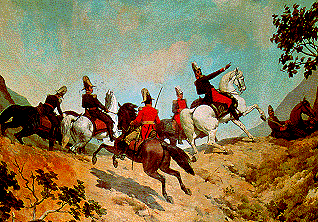
Bolívar dirige la Bataille de Carabobo avec son État-Major.

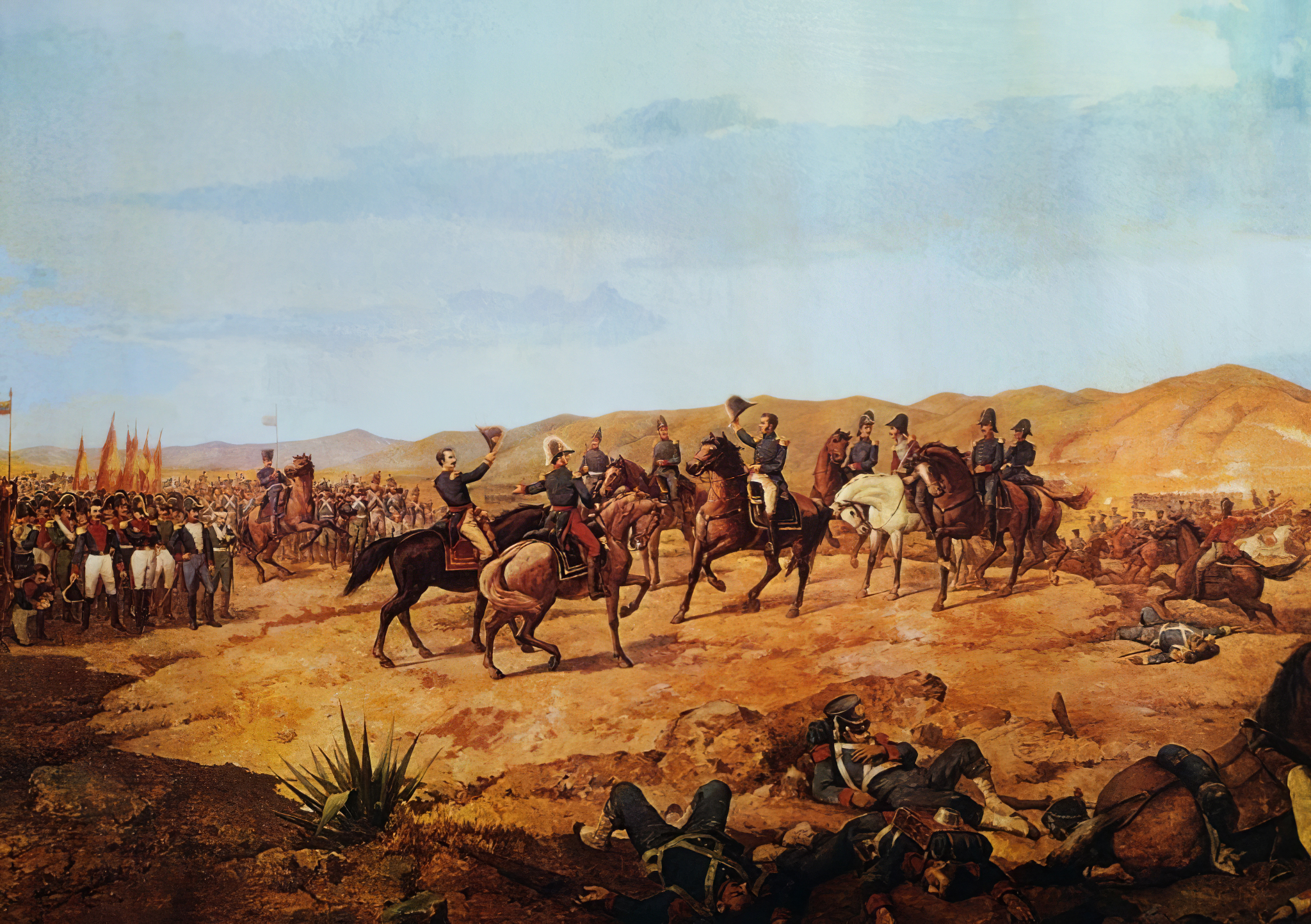
Bataille d'Ayacucho.

Au cours des années suivantes, l'opposition royaliste fut totalement éradiquée. Le 24 juin 1821, à la bataille de Carabobo, sur un plateau proche de la ville de Valencia, Bolívar obtint une victoire décisive sur l'armée espagnole, et après la bataille navale du Lac Maracaibo le 24 juillet 1823, la victoire fut complète et le Venezuela définitivement libéré.
Durant le temps que Bolívar passa à Bogotá, différents processus libertaires, comme celui de Guayaquil le 9 octobre 1820, furent menés à bien, sans lui, ce qui joua plus tard dans sa décision d'occuper la région, qui s'était déclarée indépendante sous la présidence de José Joaquín de Olmedo. En 1822 donc, Bolívar arriva avec son armée à Guayaquil, destitua la Junte au pouvoir et annexa la région à la Grande Colombie.
Après la victoire d'Antonio José de Sucre sur les Espagnols à la bataille de Pichincha, le 24 mai 1822, tout le nord de l'Amérique du Sud se trouva libéré. Avec cette grande victoire, Bolívar pouvait rassembler son armée et traverser les Andes afin d'achever la libération du Pérou, qui avait déclaré son indépendance le 28 juillet 1821 grâce au débarquement à Paracas du général argentin José de San Martin et la prise de Lima le 12 juillet.

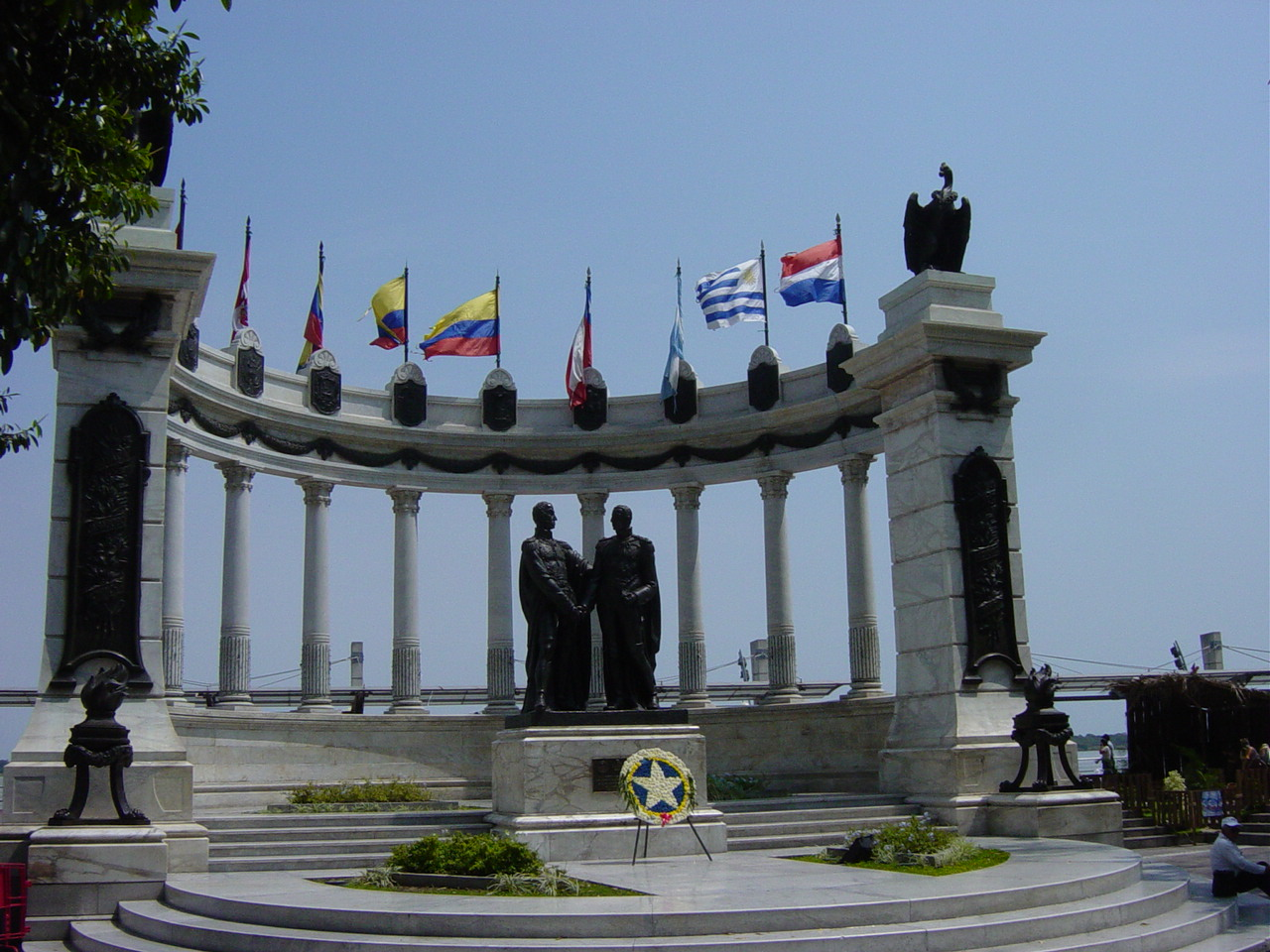
Hémicycle de la Rotonde, avec le monument aux Libertadores Bolívar et San Martin, Guayaquil, Équateur.

Le 26 juillet 1822, Bolívar eut une entrevue avec San Martin à Guayaquil, afin de discuter de la libération du reste du Pérou. Personne ne sait ce qui fut dit au cours de cette réunion secrète entre les deux héros américains, mais San Martin rentra en Argentine et Bolívar s'arma pour éliminer les derniers réduits de résistance royaliste en Amérique du Sud, dans la sierra et le Haut-Pérou. En 1823, Bolívar reçoit l'autorisation du Congrès de Grande Colombie pour prendre le commandement de la campagne. Il arriva en septembre 1823 à Lima, dont le gouvernement lui demanda de prendre la conduite de la guerre, qu'il prépara avec Antonio José de Sucre. Le Congrès péruvien le nomma dictateur le 10 février 1824, et ce ne fut qu'à partir de ce moment qu'il réussit à contrôler les intrigues de la jeune république.
Le 6 août 1824, Bolívar et Sucre mirent en déroute l'armée espagnole à la bataille de Junín. À la suite de cette victoire, le Gayaquileño José Joaquín de Olmedo écrivit le poème épique Victoire de Junín - Chant à Bolívar, véritable chef-d'œuvre, représentatif de la poésie des nations sud-américaines naissantes et de la patrie équatorienne, où n'est pas décrite seulement la bataille, puisque Olmedo place dans la bouche de Huayna Cápac les destins de l'Amérique libre du joug espagnol.
Le 9 décembre 1824, Sucre détruisit le dernier bastion espagnol d'Amérique du Sud à la bataille d'Ayacucho, mettant ainsi définitivement fin à la domination de la couronne d'Espagne.

### Bolívar stratège
Militairement, les guerres menées par Bolívar n'impliquèrent pas d'effectifs élevés, et au total, les effectifs de l'armée expéditionnaire espagnole ne dépassèrent jamais le dixième des armées royalistes. Par ailleurs, Bolívar n'était pas un militaire professionnel, au sens où on l'entend aujourd'hui, et moins encore un expert de la stratégie. Sa formation militaire fut basique, et son instruction théorique n'alla jamais au-delà des bases de la discipline et de la hiérarchie. Son passage dans les corps de formation militaire du Venezuela fut bref, et l'on sait désormais qu'il n'étudia jamais à l'école de Sorèze, ni dans aucun autre institut militaire d'aucun type.

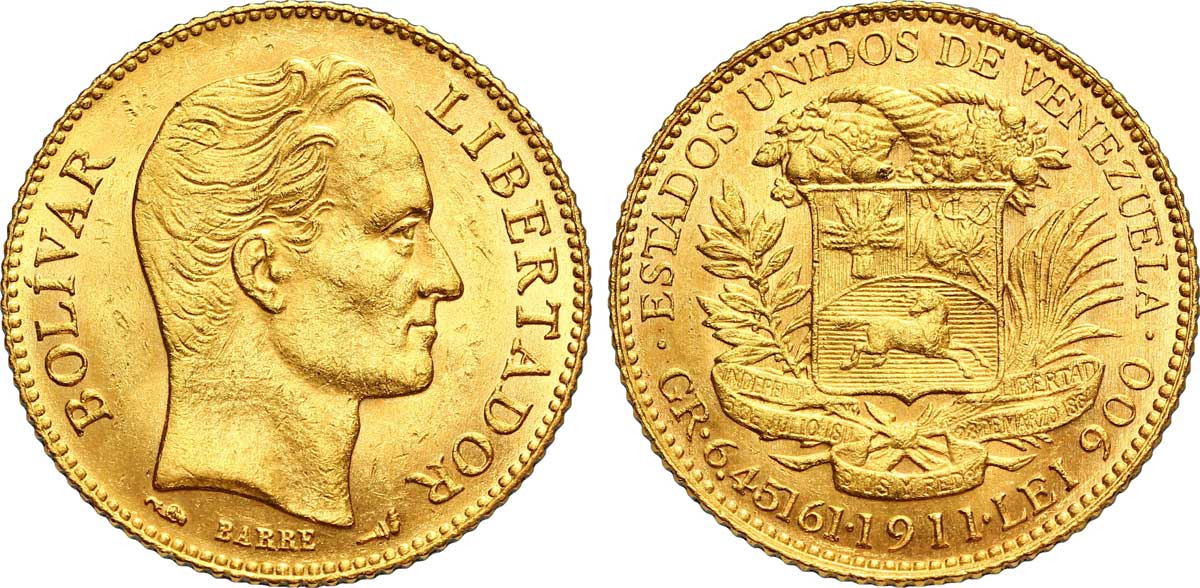
Venezuela, 20 Bolivares or à l'effigie de Simón Bolívar.

Cependant, la façon dont il dirigea ses campagnes, ainsi que la terminologie qu'il emploie dans ses lettres, laissent à penser que ses succès ne furent pas dus au hasard et qu'il possédait en effet des connaissances de stratégie militaire plus avancées que sa formation n'eût pu lui apporter.
De l'analyse de ses exploits militaires, il ressort que Bolívar employait les fondamentaux de Planification et Stratégie pour élaborer ses opérations et, à l'occasion d'actions particulières, il démontra ses connaissances des classiques de l'art de la guerre, appliquant des tactiques telles l'ordre oblique de Frédéric II de Prusse, s'inspirant également des formations romaines décrites par Tite Live, et mettant en pratiques certains principes militaires de Machiavel. Bolívar était conscient de l'économie des forces (principe d'utilisation de toutes les forces disponibles de la façon la plus efficace), ainsi que de la nécessité d'analyse du terrain et de l'adversaire ; de plus, il considérait le rôle de la logistique comme fondamental.
Dans la littérature militaire, il est avéré que Bolívar avait lu les Histoires de Polybe, et la Guerre des Gaules de César. Suffisamment d'indices laissent à penser de plus qu'il s'est beaucoup inspiré des textes de Maurice de Saxe et du comte de Guibert. Cependant, il apparaît qu'il ne prit connaissance des œuvres de Montecuccoli qu'en 1824, et des études à propos des stratégies de Napoléon qu'après ses campagnes militaires.
Ainsi, la formation militaire professionnelle de Bolívar se révèle très insuffisante au vu de ses connaissances effectives et de ses succès ; ceux-ci sont plutôt dus à sa formation d'autodidacte et à l'audace et à l'imagination dont il a fait preuve en tant que meneur d'hommes.

### Gouvernement du Pérou

#### Arrivée au Pérou

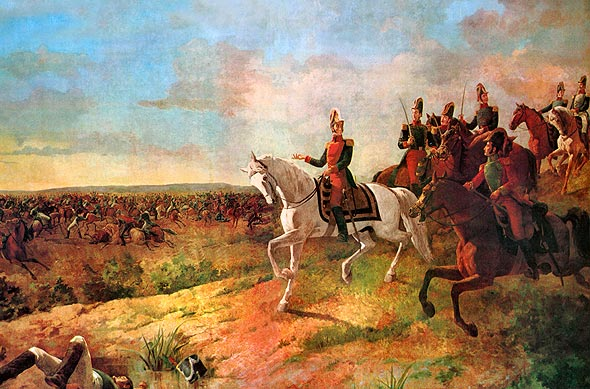
La bataille de Junín.

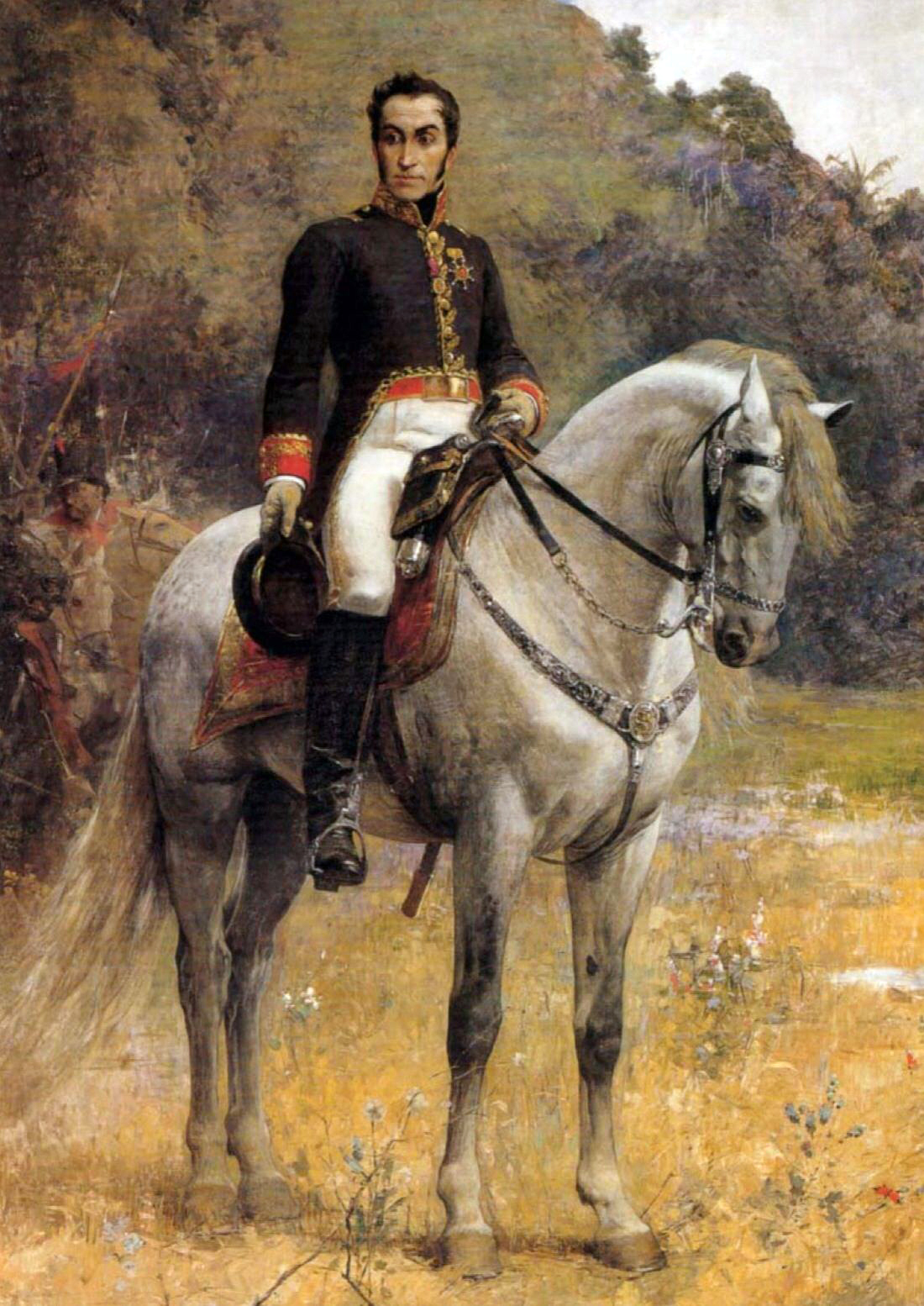
Simón Bolívar à cheval, par Arturo Michelena.

Simón Bolívar arriva dans le port de Callao le 1er septembre 1823 sur le brigantin Chimborazo, après qu'une délégation envoyée par le Congrès de la république du Pérou et emmenée par José Faustino Sanchéz Carrión l'y eut invité alors qu'il était à Guayaquil (province annexée à la Grande Colombie en juillet 1822). À sa réception, était notamment présent le président José Bernardo de Tagle, Marquis de Tagle, avec son cabinet ministériel, à Pleno. Le lendemain de son arrivée, le Congrès nomma Bolívar « autorité suprême », et peu après, il le chargea officiellement de mener la lutte contre l'armée royaliste, faisant en sorte que Torre Tagle lui-même lui fût subordonné.
La première action de Bolívar fut d'éliminer les forces de José de la Riva Agüero, qui avait été président du Pérou avant Torre Tagle, et qui s'opposait à l'arrivée du Libertador, à Trujillo. Riva Agüero fut arrêté en novembre 1823 mais réussit à s'échapper, et s'enfuit en Angleterre. À la même époque, le premier Congrès Constituant, qui s'apprêtait à proclamer la Constitution politique du Pérou, vota une résolution qui suspendait les dispositions de la fiche de route constituante, à moins qu'elles ne fussent pas contraires aux dispositions et aux désirs de Simón Bolívar. La Constitution fut adoptée le 11 novembre 1823, mais n'entra jamais en vigueur.
L'armée royaliste avait le contrôle de la sierra centrale et du sud du pays (les actuels départements de Junín, Ayacucho, Cuzco, Arequipa). De son côté, après la déroute de Riva Agüero, l'armée alliée tenait la côte du centre et du nord, ainsi que la sierra du nord (aujourd'hui La Libertad, Piura, Ancash, Lima, Cajamarca). Dans cette situation, et devant la possibilité que Lima pût être prise par une force royaliste (comme ce fut le cas après l'émeute de Callao), Bolívar décida de déplacer son quartier-général à Pativilca, à deux cents kilomètres au nord de Lima.
Bolívar ordonna à Torre Tagle d'approcher les commandants espagnols, campés à Jauja, afin d'obtenir une négociation quelconque qui lui laissât le temps d'augmenter et d'organiser ses effectifs, pour vaincre enfin les royalistes. Torre Tagle s'acquitta de cette tâche, mais il fut parallèlement accusé par Bolívar de négocier en secret avec le vice-roi José de la Serna l'expulsion du Libertador, dans le but de jouir des pleins pouvoirs de son mandat de Président.
En marge de ces intrigues, le 5 février 1824, les troupes bolivariennes de la forteresse de Callao, qui appartenaient à l'expédition libératrice, se mutinèrent, menées par un sergent du nom de Moyano, lors de l'émeute de Callao, pour réclamer l'augmentation des soldes. Les émeutiers libérèrent les prisonniers royalistes qui étaient enfermés dans la prison du Real Felipe, et leur remirent les installations et les défenses du port. Les forces royalistes purent occuper Lima le 29 février, pour ensuite replier l'essentiel de leurs troupes dans la sierra centrale et dans la garnison de Callao, dont les défenses étaient restées sous le commandement d'un militaire espagnol appelé José Ramon Rodil. Plusieurs factions patriotes avaient voulu s'y réfugier, dont Torre Tagle lui-même, qui mourut dans la Prison Real Felipe l'année suivante, en 1825, lors du siège de Callao.
Torre Tagle inerte puis absent, le Congrès le déposa officiellement le 10 février 1824 et confia à Bolívar les pleins pouvoirs politiques et militaires. Comme disposition suivante, le Congrès s'auto-dissout et entre en récession afin d'être reconvoqué par le Libertador. Bolívar devint ainsi la plus haute puis la seule autorité au Pérou, nommant comme seul Ministre général José Faustino Sánchez Carrión (es). Nommé chef suprême, Bolívar retourna à Pativilca et ordonna à son état-major le repli général de l'armée alliée vers Trujillo et Huamachuco.

#### Formation de l'armée
Dès Pativilca, Bolívar commença à augmenter les effectifs de l'Armée Unie Libératrice du Pérou. Comme principaux commandants de l'Armée Unie, il nomma les officiers de Grande Colombie : Sucre, Córdova, et Lara. Aucun péruvien ne faisait partie de l'état-major, mis à part, dans une moindre mesure, le général José de La Mar, chargé de la branche péruvienne de l'armée. Cet état de fait est dû au peu d'estime que Bolívar portait aux officiers péruviens.
Hiram Paulding, un officier de marine anglais, écrit dans son journal de bord ce que Bolívar lui avait dit des Péruviens ; qu'ils « étaient des lâches qui, en tant que peuple, n'avait pas une seule vertu virile. En somme, ses insultes furent âpres et sans réserve... Plus tard, on m'apprit qu'il parlait toujours ainsi des Péruviens ». Récemment, il put être établi que cette opinion tenait à la lenteur et au retard que les Péruviens avaient mis à agir pour leur émancipation ; de plus, cette déclaration est en totale contradiction avec la vaillance dont ils firent preuve durant la bataille navale d'El Callao, dernier évènement de la lutte péruvienne pour l'indépendance de la jeune République.
Bolívar rédigea des instructions à propos de tout ce qui avait à voir avec l'armement de l'Armée. Dans ses lettres, ses instructions vont jusqu'à aborder la manière de transmettre le courrier ou de ferrer les chevaux. Il ordonna à ses commandants de prendre au nord du Pérou tout ce dont ils avaient besoin ; la plupart des vivres et du matériel fut donc obtenue sous la menace, ou tout simplement arrachée à leurs propriétaires. L'ordre de Bolívar concernant l'utilisation des richesses des églises donna lieu à des abus et des pillages de la part des commandants Gran colombiens.
Pendant ce temps, la guerre se déroulait sur la mer. L'amiral Martin Guisse, commandant de l'escadre péruvienne, détruisit les navires de guerre espagnols qui assiégeaient les côtes péruviennes, permettant ainsi d'apporter du matériel et des renforts de Colombie, et de harceler constamment la force royaliste espagnole commandée par José Rodil, basée à Callao.
Le 2 août, à Rancas, dans la région de Pasco, Bolívar passa en revue une armée qui comptait désormais 12 000 hommes, tous armés et prêts à combattre contre les Espagnols et le vice-royaume, paralysé depuis la rébellion d'Olañeta en 1824. Le 6 août fut livrée la bataille de Junín, durant laquelle la cavalerie royaliste fut mise en déroute pour la première fois au Pérou. Le 9 décembre de la même année, la bataille d'Ayacucho met fin définitivement au vice-royaume du Pérou.

#### Dictateur du Pérou
Avant même la bataille d'Ayacucho, Bolívar avait nommé un nouveau cabinet ministériel. Il avait maintenu José Faustino Sánchez Carrión comme ministre, mais cette fois chargé de la Chancellerie, nommé Hipólito Unanue ministre des Finances, et le militaire (de Grande Colombie) Tomás Heres ministre de la Guerre. Son gouvernement au Pérou a été marqué par une forte répression envers le peuple et ses adversaires politiques et par son ingérence dans le pouvoir judiciaire et l'élection du Congrès. Mais Bolívar a également créé les institutions de base et organisé l'État péruvien naissant.
Le 10 février 1825, Bolívar convoqua à nouveau le Congrès, qui se réunit en sessions pendant un mois avant de se dissoudre le 10 mars, considérant que ses fonctions étaient terminées. Durant cette période, le Congrès a autorisé l'envoi de 6 000 soldats péruviens en Grande-Colombie, accordé la remise des décorations militaires et émit une résolution contraire à l'avenir que s'était choisi le Haut-Pérou.
Le 20 mai 1825, à Arequipa, Bolívar convoqua des élections pour un Congrès général qui devait se réunir le 10 février de l'année suivante. Toutefois, ce nouveau Congrès ne put se réunir à la date prévue car Bolívar contestait l'élection de quelques députés, notamment Francisco Xavier de Luna Pizarro qui avait été élu par le département d'Arequipa. Finalement, le Congrès put se réunir au mois d'avril mais, dès les sessions préliminaires, le gouvernement déclara comme non valides les élections des députés d'Arequipa, Lima et Cuzco.
Le 26 mai 1826, le gouvernement retira aux communes le droit de choisir leurs autorités et décréta peu après que les préfets convoquent les collèges électoraux des provinces pour qu'ils approuvent la Constitution élaborée par Simón Bolívar, qui le nommait président à vie.
Le 4 septembre 1826, Bolívar s'embarqua sur la brigantine Congreso à destination de la Colombie, laissant au Pérou un Conseil gouvernemental dont la mission était de faire approuver la Constitution. Il ne revint plus au Pérou par la suite. Le Conseil gouvernemental ne réussit pas à obtenir que la Cour suprême du Pérou approuve la Constitution et la nomination de Bolívar comme président à vie et il recourut donc au Conseil municipal de Lima qui, sous la pression, déclara valide les actions des collèges électoraux et donna son accord à la promulgation de la Constitution. Cette Constitution ne fut en vigueur que jusqu'au 26 janvier 1827, lorsque le Conseil gouvernemental tomba et que de nouvelles élections furent convoquées.
Pendant son gouvernement, Bolívar a mis à exécution un accord concernant l'armée de Grande-Colombie, en vertu duquel les baisses d'effectifs qu'elle avait subies pendant la campagne de libération du Pérou, non seulement par décès au cours des batailles mais aussi par désertions et maladies, devaient être compensées. À cet effet, il ordonna le recrutement de force de Péruviens pour former des troupes et les envoyer au Venezuela, alors que des troupes de Grande-Colombie restaient en garnison au Pérou.
Bolívar remit aussi en vigueur l'« impôt indigène », que devaient payer les Péruviens du seul fait d'être des autochtones, au montant auquel cet impôt se trouvait en 1820. En effet, José de San Martin avait abrogé cet impôt le 27 août 1821. D'autre part, Bolívar interdit le travail forcé et garantit la libération des esclaves qui avaient participé à la libération du pays et que les fils de tous les esclaves naîtraient libres.
Dans le cadre de la réorganisation de l'État, Bolívar institua le 6 mars 1824, la Haute Chambre de Justice pour remplacer l'Audiencia de Lima. Cette Chambre donna naissance à la Cour supérieure de Lima et, après la bataille d'Ayacucho, à la Cour suprême de Justice. Bolívar nomma comme président de celle-ci Manuel Lorenzo de Vidaurre mais n'hésita pas à intervenir directement dans certaines de ses attributions, comme lorsqu'il procéda en personne à l'interrogatoire des suspects de l'assassinat de Bernardo de Monteagudo et établit lui-même les condamnations. Il créa également la Cour suprême de Trujillo, celle d'Arequipa et celle de Cuzco.
Bolívar créa aussi d'importants collèges nationaux, comme le Collège national des Sciences et le Collège de l'Éducation de Cuzco, institutions également connues sous le nom de collèges bolivariens. Il a aussi fondé le journal officiel El Peruano, gazette de l'État péruvien. Il a fait promulguer la loi sur l'imprimerie qui réprimait toute publication qui lui était défavorable. Cette loi condamnait à six années de prison les auteurs de documents que le gouvernement considérerait comme subversifs et interdisait les satires contre des dispositions gouvernementales.
Sur le plan financier, le gouvernement de Bolívar a accompli deux actions principales. En premier lieu, il a établi les récompenses pour l'armée unifiée, dont le paiement a été à charge de l'État péruvien jusqu'au milieu du XIXe siècle et il a négocié un emprunt avec l'Angleterre, dont il reçut seulement 25 % du capital et dut payer la totalité plus les intérêts. L'administration de Bolívar ne pu améliorer une situation financière déjà désastreuse.
Durant tout son gouvernement, il exerca une forte répression contre ses principaux adversaires. Il fit ainsi exiler Francisco Xavier de Luna Pizarro et Mariano Necochea, emprisonner l'amiral Martin Guisse, les frères Ignacio et Francisco-Javier Mariátegui, ainsi que plusieurs militaires chiliens et argentins, et exécuter Martín Beringoaga, le ministre de José Bernardo de Tagle. Il a également étendu un voile de suspicion concernant le meurtre de Bernardo Monteagudo.
Bolívar proclama le rattachement de la province de Guayaquil à la Grande Colombie en 1822 (ce qui provoqua le conflit territorial entre le Pérou et l'Équateur), ainsi que la sécession du Haut-Pérou, qui devint la Bolivie, en 1825.

## Bolívar, l'homme politique

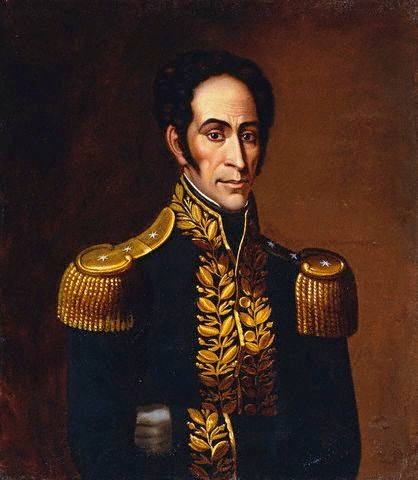
Simón Bolívar, par Antonio Salas.

Le 6 août 1825, Antonio José de Sucre réunit le Congrès du Haut-Pérou qui donna naissance à la République de Bolivie, nommé ainsi en l'honneur de Bolívar. Celui-ci devint président de la Bolivie le 11 août 1825 et le resta jusqu'au 1er janvier 1826. La Constitution de 1826, bien qu'elle ne fut jamais utilisée, fut écrite par Bolívar lui-même. En 1826, Bolívar appela au Congrès de Panama, la première conférence réunissant les pays nouvellement indépendants d'Amérique du Sud et d'Amérique centrale. Ce congrès avait pour but la création d'une confédération de pays hispano-américains mais échoua en raison des rivalités personnelles et des divergences d'intérêts régionaux, ce qui mit fin au rêve de Bolívar d'un continent uni.
Bolívar refusa le poste de président à vie du Pérou qui lui était proposé et son mandat prit fin le 28 janvier 1827, date à laquelle il fut remplacé par Andrés de Santa Cruz. Au Venezuela, des manifestations avaient débuté le 30 avril 1826 en faveur de la sécession entre ce pays et la Grande Colombie et Bolívar se rendit sur place. Après avoir fait des compromis afin d'éviter une guerre civile, il confia à José Antonio Páez la charge civile et militaire du Venezuela le 1er janvier 1827. Il réforma aussi les statuts de l'université de Caracas (devenue par la suite Université centrale du Venezuela) et se rendit ensuite à Bogotá où il convoqua le 5 juillet une convention qui devait adopter une nouvelle Constitution et mettre fin aux discordes entre les différents partis. Bolívar ne retourna jamais au Venezuela.
Une convention, restée dans l'Histoire sous le nom de convention d'Ocaña, se réunit en vue de la réforme de la constitution le 9 avril 1828. Sans la présence de Bolívar qui s'était volontairement retiré dans une petite ville du nom de Bucaramanga, elle se divisa en trois factions dès le début des débats. La première était dirigée par le général Francisco de Paula Santander, vice-président de la Grande-Colombie, qui défendait une conception fédéraliste du gouvernement ; la seconde, soutenant le point de vue de Bolívar, plaidait pour un gouvernement centralisé ; et au sein de la troisième, avec Joaquín Mosquera à sa tête, se trouvaient les indécis. La convention échoua dans sa tâche, car aucune des propositions concernant la nouvelle Constitution. Les partisans de Bolívar quittèrent Ocaña le 10 juin 1828, laissant le congrès sans le quorum règlementaire.

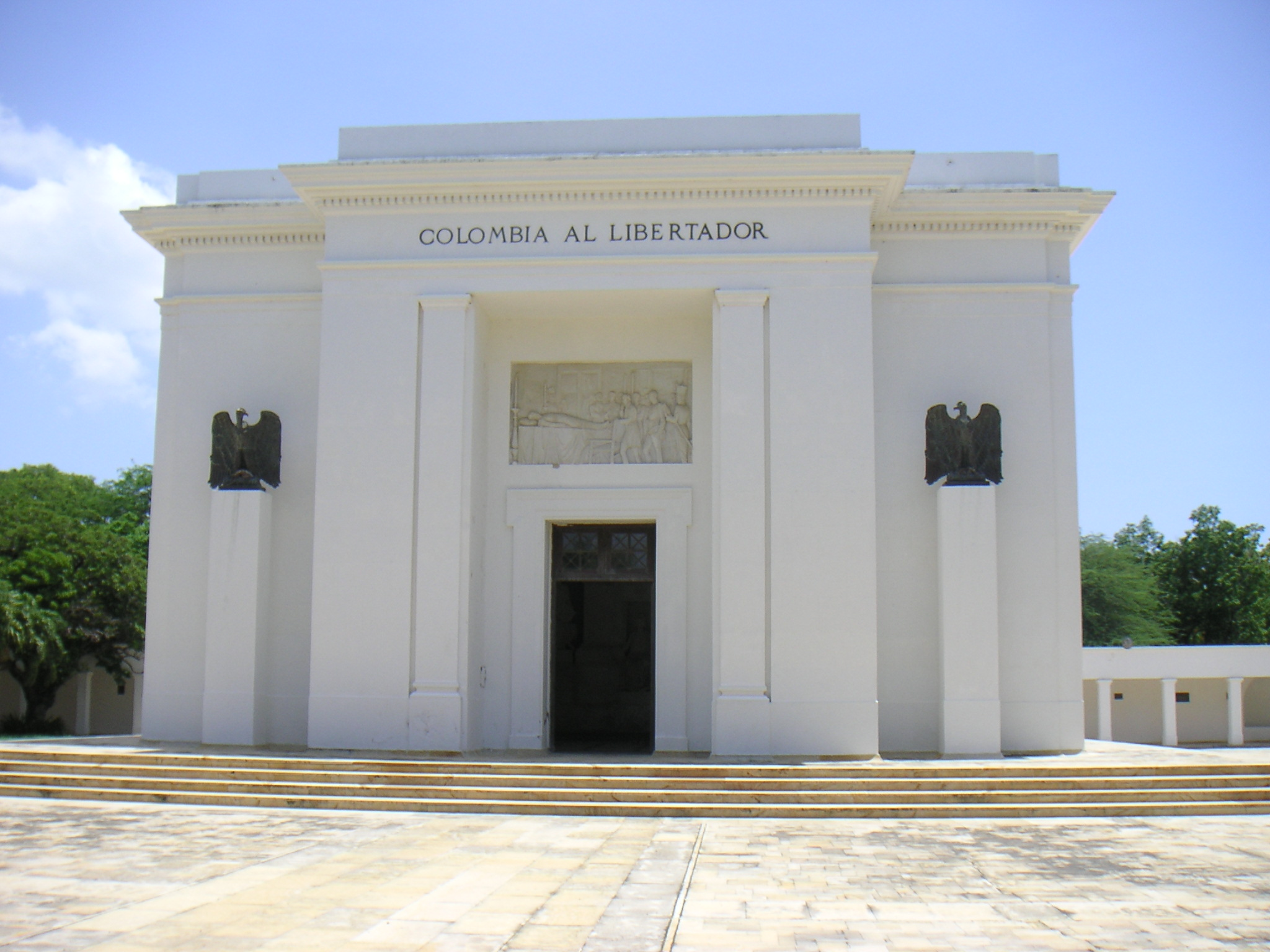
Monument à la mémoire de Bolívar à Quinta de San Pedro Alejandrino, lieu où il mourut.

Répondant à l'appel de l'assemblée de Bogota, Bolívar exerça alors seul le pouvoir dans le cadre du décret organique du 27 août 1828 et refusa le titre de dictateur qu'il avait porté durant les périodes révolutionnaires, pour prendre celui de Libertador-Président. Le poste de vice-président ayant été aboli, il nomma Francisco de Paula Santander ambassadeur à Washington, croyant qu'il pourrait par cette action imposer l'ordre et maintenir l'union. Ce dernier accepta sa nomination mais fit tout pour retarder son départ.
Dans la nuit du 25 septembre, à Bogotá, il n'échappa à un attentat contre sa vie que grâce à l'intervention de Manuela Sáenz, sa compagne depuis 1822, qui, ayant surpris les conspirateurs, prévint Bolívar et le persuada de s'échapper par la fenêtre de sa résidence. Manuela Sáenz y gagna son surnom de « Libératrice du Libérateur » (Libertadora del Libertador). Bolívar, tout d'abord tenté de pardonner aux membres de la faction de Santander considérés comme étant les conspirateurs, décida finalement de les faire passer en Cour martiale, qui condamna à mort les 14 accusés directement impliqués, lesquels furent fusillés sans même que les responsabilités ne soient pleinement établies. Francisco de Paula Santander, qui avait été prévenu de la conspiration et ne s'y était pas opposé, fut également condamné à mort, mais Bolívar commua sa peine en quelques années de prison puis à l'exil en 1828. Toutes les minutes de ce procès ont disparu des archives de l'époque.
Bolívar continua à gouverner la Grande-Colombie dans une atmosphère de plus en plus tendue, au milieu des conflits entre factions et souffrant de plus en plus de la tuberculose. Le Pérou entra en guerre contre la Grande-Colombie à cause du différend territorial concernant Guayaquil mais l'armée péruvienne commandée par José de La Mar fut vaincue lors de la bataille de Tarqui (es) par les troupes d'Antonio José de Sucre le 27 février 1829. Le 13 janvier 1830, le Venezuela proclama son indépendance et José Antonio Páez en devint le président à la place de Bolívar.
Le 20 janvier 1830, lors de l'ouverture du Congrès réuni afin d'éviter la dissolution de la Grande-Colombie, Bolívar offrit sa démission mais celle-ci ne lui fut finalement accordée que le 4 mai et une pension de 3 000 pesos annuels lui fut attribuée. Il quitta Bogotá le 8 mai afin de rejoindre Carthagène par la voie du fleuve Magdalena. Il y apprit le 1er juillet l'assassinat de Sucre. Le 1er décembre, il rejoignit Santa Marta où une maison avait été mise à sa disposition par un Espagnol, Don Joaquin de Mier. Il y décéda le 17 décembre 1830.

## Les idées de Simón Bolívar

### Sources d'inspiration
Pendant son adolescence, Simón Bolívar fut confié aux soins d’un précepteur, Simón Rodríguez, qui était un admirateur des philosophes des Lumières. Ce dernier éduqua le jeune Bolívar selon les préceptes de L'Émile de Jean-Jacques Rousseau, et devint son mentor idéologique. Par la suite, Simón Bolívar suivit largement les préceptes de Rousseau dans son œuvre constitutionnelle et politique, bien que Du contrat social fût interdit dans les colonies espagnoles d’Amérique du Sud.

### Libéralisme
Simón Bolívar était un tenant du libéralisme, tant sur le plan politique qu'économique, face à l'économie dirigiste et monopolistique de la métropole espagnole.
Influencé par les Lumières, il s'opposa au pouvoir absolu et défend le « pouvoir des lois, plus puissant que celui du tyran, parce que plus inflexible ». Il proposa d'instituer une « république démocratique, proscrivant la monarchie, les distinctions, la noblesse et les privilèges, proclamant les droits de l'homme, la liberté de travailler, de penser, de parler et d'écrire. » Pourtant, il rejeta la « participation directe » du peuple au pouvoir politique. Comme la plupart des libéraux, il se méfiait du peuple et se plaignait des hommes de la campagne « si ignorants qu'ils votent machinalement ». Il défendait une constitution inspirée du système constitutionnel britannique et proposait de confier à un Sénat héréditaire la moitié du pouvoir législatif, à l'image de la Chambre des lords. La Conspiration de septembre se souleva contre son autoritarisme.
Issu de la grande bourgeoisie vénézuélienne, il était parfois considéré comme un porte-drapeau des intérêts de cette classe sociale, ce qui le poussait à s'opposer à l'économie dirigiste et monopolistique de la métropole espagnole. Dans la société coloniale espagnole, l'économie était entièrement dirigée vers « la satisfaction de la cupidité de l'Espagne », comme le dénonça Bolívar. Il lutta ainsi en faveur de la liberté commerciale avec les colonies britanniques. Si lui-même était un adversaire de l'esclavage (sa famille aurait possédé quelque 800 esclaves, qu'il a affranchis en 1816) et insistait sur les origines « mixtes », indiennes, européennes et africaines de la nation latino-américaine, il ne s'attaqua jamais frontalement aux intérêts des grands propriétaires. L'esclavage ne fut ainsi aboli au Venezuela qu'en 1856, 26 ans après sa mort. En outre, malgré la concentration de la propriété, il recula devant la réforme agraire et les communautés indigènes entrèrent dans le cercle de la pauvreté, les obligeant à vendre leurs terres à de riches créoles.

### Anti-impérialisme et unité latino-américaine
Les discours de Simón Bolívar soulignent l'importance de l'indépendance et de la souveraineté nationale. Son combat contre la monarchie espagnole a été interprété, notamment par Hugo Chávez, comme un archétype de lutte contre toute influence étrangère. Cette interprétation est mise à mal par son appui sur la puissance britannique, première au monde à l'époque. Pour l'historien James Dunkerley, « il n'existe pas de fondements sérieux sur lesquels fonder une pensée anti-impérialiste de Bolivar, sauf en ce qui concerne l'Espagne ».
La grande idée de Bolívar était d'obtenir l'indépendance de toutes les nations d'Amérique latine et de les réunir sous une grande confédération régionale. C'est pour cela qu'il a créé la Grande Colombie. Après sa mort, le projet échoue, avec la désintégration de la Grande Colombie, à la suite de la déclaration d'indépendance du Venezuela de José Antonio Páez en 1829.

### Franc-maçonnerie

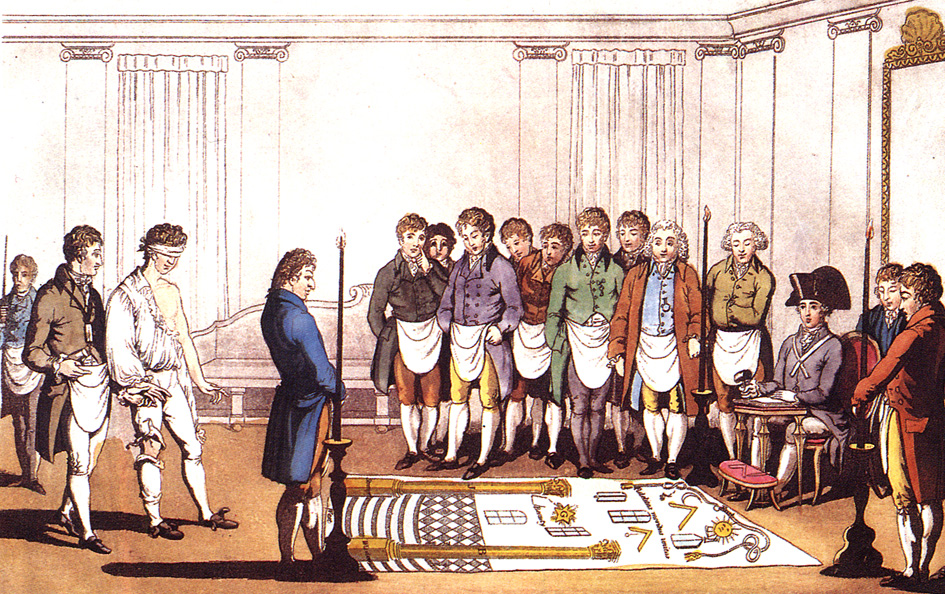
Engagé en franc-maçonnerie, Simón Bolívar a atteint le 33e, rang ultime du Rite écossais ancien et accepté.

Comme d'autres figures historiques des indépendances de l'Amérique (George Washington, Benito Juárez, José Bonifácio de Andrada e Silva, José de San Martín, Bernardo O'Higgins et Francisco de Miranda), Simón Bolívar était un franc-maçon. Il a été initié en 1803 à la loge maçonnique Lautaro qui opérait à Cadix en Espagne. Ce fut dans cette loge qu'il rencontra pour la première fois certains de ses pairs révolutionnaires, tel que José de San Martin. En mai 1806 lui a été conféré le rang de Maître Maçon dans la « Mère écossaise de Saint Alexandre d'Écosse » à Paris. Du temps où il était à Londres, il fréquentait la loge londonienne « The Great American Reunion » (Grande Réunion Américaine) fondée par Francisco de Miranda. En avril 1824, il a été attribué à Simón Bolívar le 33e degré d'inspecteur général honoraire.

## Les derniers jours

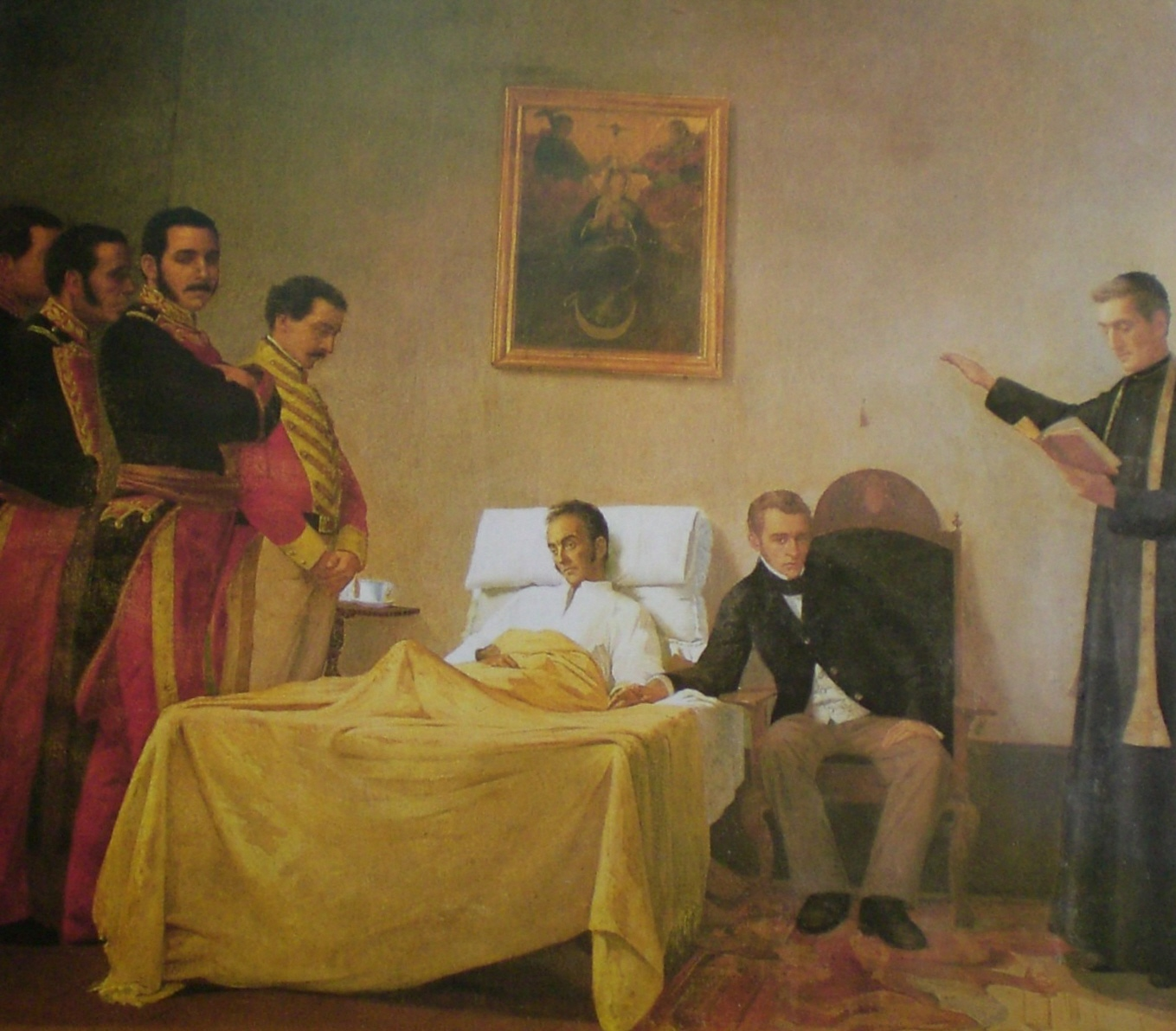
La mort de Bolívar, par Antonio Herrera Toro.

Le 8 mai 1830, Bolívar quitta Bogotá en compagnie de quelques amis et en emportant avec lui 17 000 pesos tirés de la vente de sa vaisselle en argent, de ses bijoux et de ses chevaux. Le nouveau vice-président de la Colombie, Domingo Caicedo, envoya à Bolívar son passeport car celui-ci avait l'intention de retourner en Europe. Bolívar arriva à Carthagène des Indes, où il reçut le soutien de la population, au mois de juin. Le 1er juillet, le général Mariano Montilla l'informa de l'assassinat d'Antonio José de Sucre, nouvelle qui abat profondément Bolívar qui considérait Sucre comme son successeur spirituel. À la fin du mois de juillet, il lut dans un journal que le Congrès vénézuélien avait déclaré son intention de rompre ses relations avec la Colombie tant qu'il resterait sur le sol colombien. Bolívar voulut alors quitter le pays à destination de la Jamaïque mais l'aggravation de son état de santé l'en empêcha.
Bolívar arriva à Santa Marta, dans le département de Magdalena, le 1er décembre 1830 dans un état de fatigue extrême. Il dut recourir à l'amitié et la protection de don Joaquín de Mier y Benítez, un ami espagnol qui l'invita dans sa résidence de Quinta de San Pedro Alejandrino et, malgré le climat favorable et les attentions reçues, sa santé se détériora rapidement. Quelques moments de lucidité lui permirent de dicter son testament et sa dernière proclamation, dans laquelle il dit espérer que sa mort permettrait au moins la consolidation de l'union et la disparition des partis. Il s'éteignit finalement le 17 décembre 1830, à 13 h 3, à l'âge de quarante-sept ans.
Peu après son décès, la dissolution de la Grande Colombie, minée par les conflits politiques internes, fut prononcée officiellement et les républiques de Nouvelle-Grenade, du Venezuela et d'Équateur furent proclamées, sous les présidences respectives de Francisco de Paula Santander (de retour d'exil), de José Antonio Páez et de Juan José Flores.

## Tombeaux
Sa dépouille mortelle fut inhumée sous l'autel de la cathédrale-basilique de Santa Marta, lieu où ils ont demeuré jusqu'en décembre 1842, quand ses restes furent transférés au Venezuela, son pays d'origine, selon les dernières volontés de son testament. Ils ont alors été inhumés dans la crypte de la chapelle de la Sainte-Trinité dans la cathédrale de Caracas, dans un sanctuaire dédié à la famille Bolívar et où reposent nombre de ses ancêtres. De là, ils ont été ensuite transférés au Panthéon national le 28 octobre 1876, pendant la présidence d'Antonio Guzmán Blanco.
Le 16 juillet 2010, les restes de Bolívar ont été exhumés par ordre du gouvernement d'Hugo Chávez afin qu'ils soient analysés et que l'on puisse déterminer si sa mort était due à des causes naturelles ou si on l'avait empoisonné, et des tests d'ADN ont été réalisés. En juillet 2011, la publication des analyses indique qu'il n'y a pas de preuve formelle d'un empoisonnement. Son urne en plomb a également été remplacée par une urne en polyméthacrylate de méthyle (Plexiglas) comportant des gravures dorées, celle-ci étant placée à l'intérieur d'une autre urne faite en bois de cedrillo llanero, arbre de la forêt orientale du Venezuela. Le 24 juillet, le nouveau drapeau de la république bolivarienne du Venezuela a remplacé celui qui couvrait les restes de Bolívar depuis 1972.

## Hommages

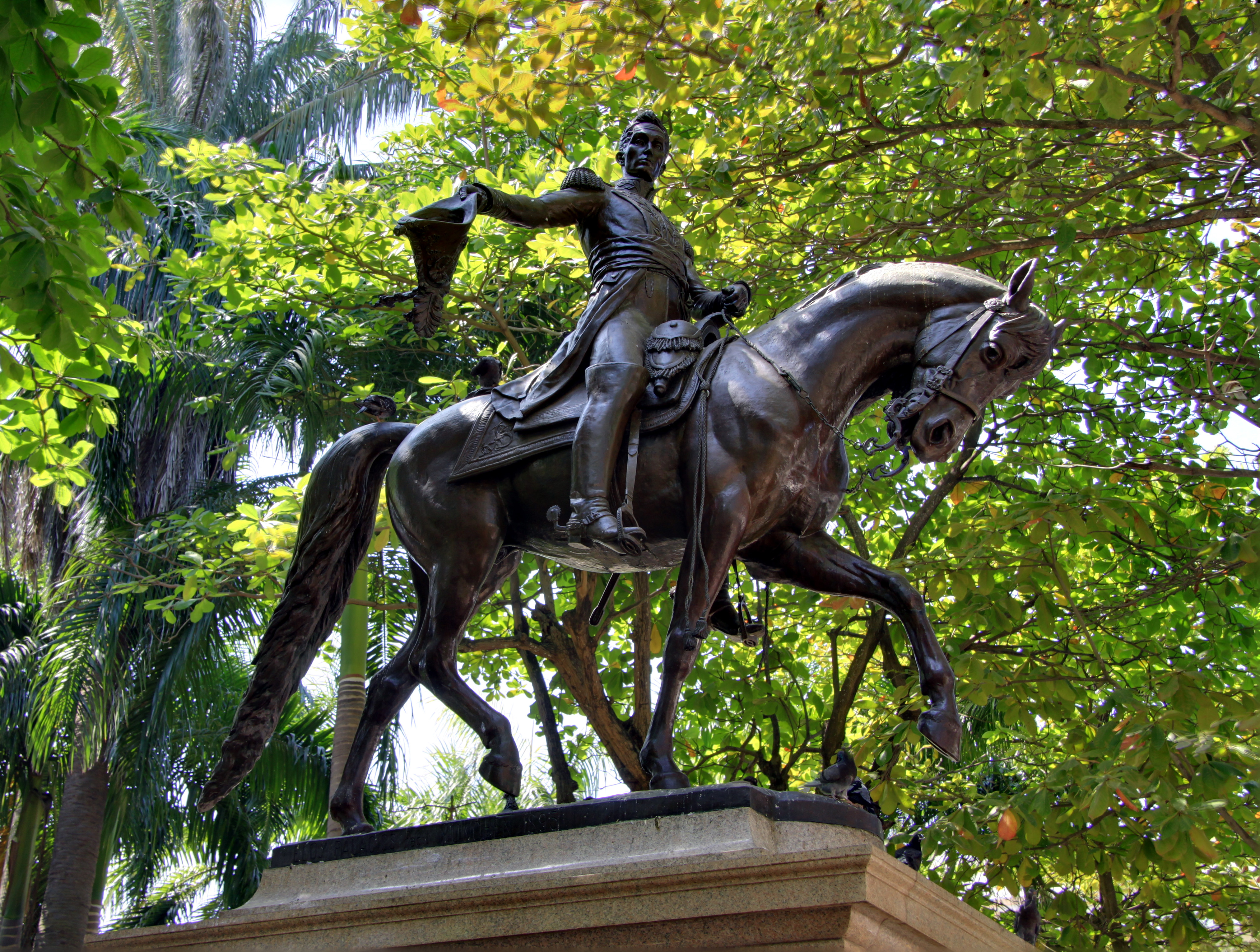
Statue équestre de Simón Bolívar dans le parc homonyme, à Carthagène des Indes, Colombie.

Les idées de Simón Bolívar restent dans l'imaginaire révolutionnaire de l'Amérique latine et beaucoup de nations latino-américaines se considèrent comme les héritières de son œuvre et vouent un véritable culte au personnage. Mais c'est aussi au nom de Bolívar que les militaires sud-américains se sont souvent mêlés de politique. Son œuvre politique a été analysée principalement à travers sa copieuse correspondance et les rapports et les discours qu'il a rédigés au cours de sa vie. Le Manifeste de Carthagène, la Charte de Jamaïque et le discours d'Angostura sont considérés comme étant les principales expositions de ses idées politiques.
L’abondante bibliographie concernant Simón Bolívar contraste avec la monotonie interprétative et le récit des anecdotes qui ont servi à structurer le culte du personnage, et rares sont les œuvres historiques à caractère critique sur la vie et l'œuvre de Bolívar. Le romantisme littéraire est en rapport direct avec ce processus d'idéalisation effectué par des auteurs qui n'étaient pas des historiens et qui ont créé le principal courant du culte de Bolívar.
La figure et la pensée de Bolívar ont été évoquées en Amérique latine par différents courants politiques, de l'extrême gauche jusqu'à l'extrême droite, afin de défendre leurs idéaux et projets. La sacralisation de la personne de Bolívar est néanmoins particulièrement notable au Venezuela, dont le gouvernement utilise régulièrement le souvenir de Bolívar pour justifier ses projets. Le président Hugo Chávez, qui a renommé le Venezuela en république bolivarienne du Venezuela en 2001, a effectué en particulier des efforts notoires en ce sens, tentant de conférer à la figure de Bolívar un caractère sacré en faisant de lui un être intouchable et paré de toutes les vertus.
La mémoire de Simón Bolívar est honorée par de nombreuses réalisations. Pour lui rendre hommage, on a donné le nom de Bolivie à un pays d'Amérique du Sud. La monnaie de la Bolivie est le Boliviano et celle du Venezuela, le Bolívar et il apparaît sur les billets de 100 bolivars vénézuéliens.

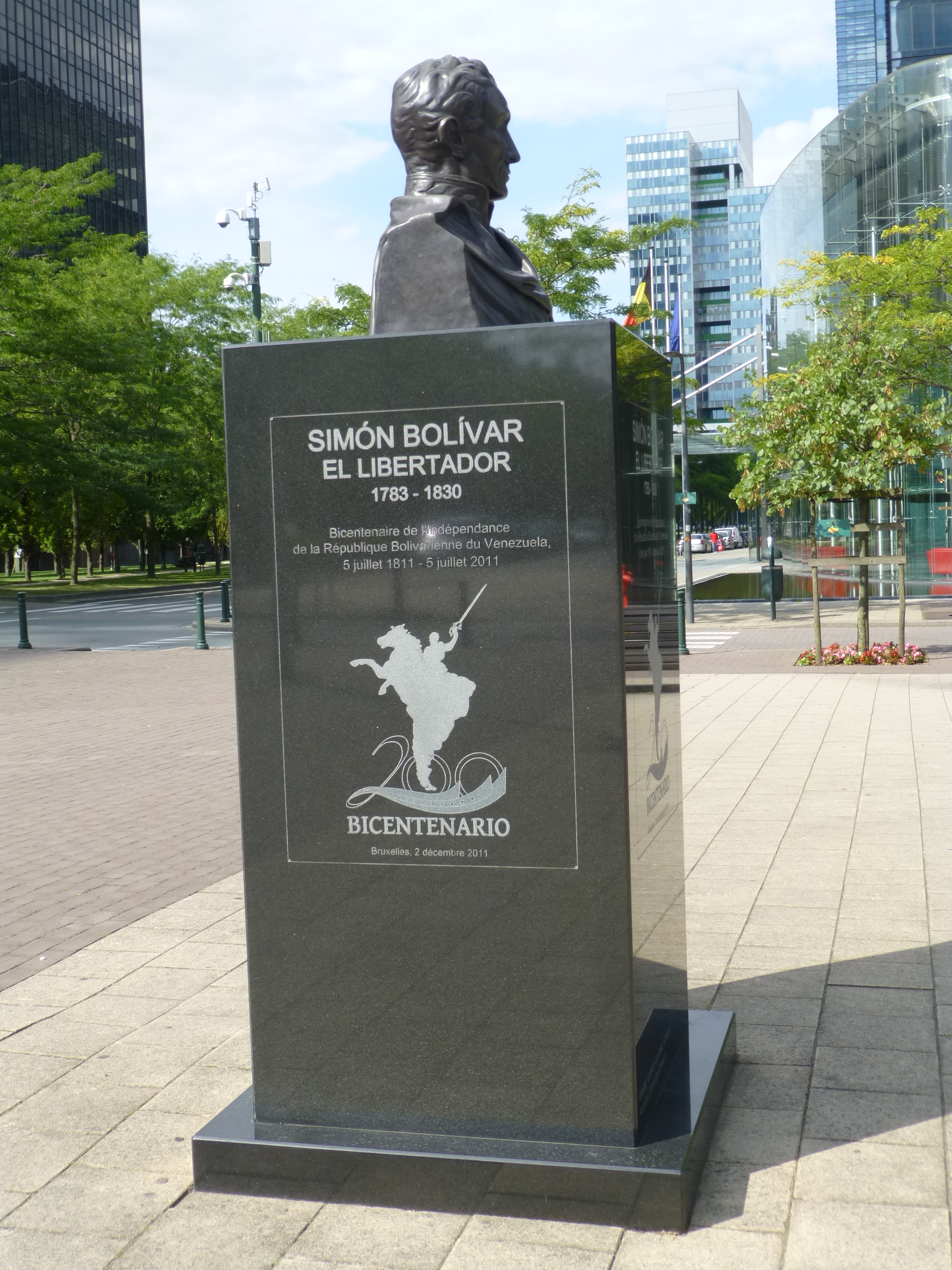
Buste de Simon Bolivar à Bruxelles, allusion au bicentenaire du Venezuela, par une déclaration d'indépendance de l'Espagne en 1811.

En règle générale, les pays latinoaméricains libérés de l'Espagne comptent des provinces, villes, places, rues, édifices publics ou monuments dédiés à Simón Bolívar. Plusieurs villes des États-Unis portent son nom, et des monuments ou places son honneur se tiennent à San Francisco, New York, Lisbonne, Paris (où une avenue et une station de métro portent aussi son nom), Londres, Bruxelles, Madrid, Barcelone, Séville, Moscou, Téhéran, Le Caire, Alger etc.

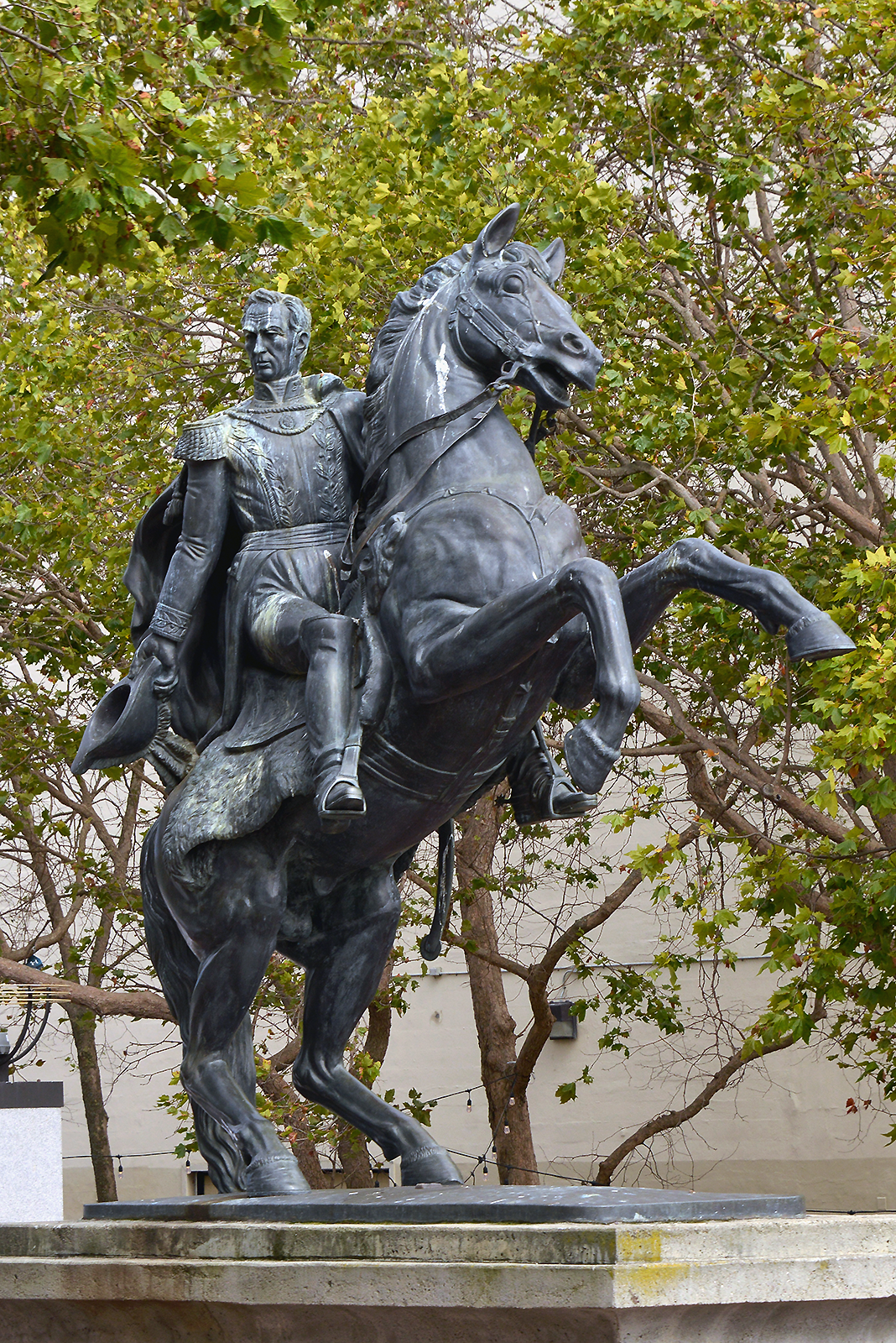
Monument et statue célébrant Simón Bolívar, à San Francisco, en Californie.

En Colombie, la Plaza de Bolívar est la place la plus connue de Bogotá avec, au centre, une statue de Simón Bolívar sculptée en 1844. La place principale de Barranquilla porte aussi son nom, ainsi qu'un département de la Région Caraïbe. Le plus grand parc de Bogotá est le Parque Metropolitano Simón Bolívar. Le pic Simón Bolívar est le second sommet le plus haut du pays.
Au Venezuela, presque toutes les villes importantes comptent une Plaza Bolívar, les parcs, monuments et communes (telles que Ciudad Bolívar) nommés en son honneur sont légion, et l'État le plus grand du pays, au sud-est, porte également son nom. L'université Simón Bolívar de Caracas est l'une des plus importantes du pays. Le pic Bolívar est le point culminant du pays.
En Argentine, un immense monument a été sculpté par José Fioravanti et a été inauguré le 28 octobre 1942 au centre du parc Rivadivia de Buenos Aires. La sculpture est formée par un arc de lignes droites de onze mètres de hauteur et de vingt-deux mètres de large, avec une inscription qui dit : « À Simón Bolívar, la nation Argentine » accompagnée de quatre bas-reliefs et, au centre de la sculpture, une statue. Il existe en outre la ville de San Carlos de Bolívar, chef-lieu du partido de Bolívar, dans la province de Buenos Aires.
Au Pérou, diverses provinces, institutions et écoles portent son nom et un monument à sa mémoire se tient sur la Plaza del Congreso de Lima. La maison où il a vécu, dans le district de Pueblo Libre, est désormais un musée. Toutefois, au regard de ses actions dans ce pays, il reste un personnage qui suscite la polémique qui divise les historiens péruviens.
À Guayaquil, en Équateur, un monument en hommage à Bolívar et José de San Martín se dresse au bord du fleuve Guayas et au cœur de cette ville. L'aéroport de la ville est nommé Aeropuerto Internacional Simón Bolívar.
L'un des meilleurs cigares cubains porte son nom, le Bolivar. En 1902, un entrepreneur espagnol installé à La Havane rendit hommage au héros américain en utilisant son nom et son image comme enseigne de sa marque de cigares. Ces Havanes se trouvent aujourd'hui parmi les plus demandés dans le monde entier, particulièrement en Grande-Bretagne, en France et en Espagne. Un portrait de Simón Bolívar orne la bague de tous les modules Bolivar cubains.
Il a été aussi le thème de nombreuses œuvres littéraires comme le roman historique du Vénézuélien Arturo Uslar Pietri intitulé Les lanzas coloradas, publié en espagnol en 1931 (Les Lances rouges, paru en français, en 1932) et le fameux Le Général dans son labyrinthe, de Gabriel García Márquez, dans lequel sont recréés les derniers mois de sa vie, alors que, abandonné par ceux qui l'avaient adulé, il partait pour l'exil et que dans le même temps la maladie l'achevait.
USS Simon Bolivar (SSBN-641) (en), un sous-marin nucléaire de l'US Navy.
Simon Bolivar Buckner, Sr. (1823 -1914), prénommé en son honneur, a été général de l'Armée confédérée durant la guerre de Sécession, puis gouverneur du Kentucky. Son fils, Simon Bolivar Buckner, Jr. (1886 – 1945), fut lieutenant général dans l'armée américaine durant la Seconde Guerre mondiale.
Bolivar est un opéra de Darius Milhaud sur un livret de Madeleine Milhaud d'après Jules Supervielle. Composé en 1943, il est créé le 12 mai 1950 à l'Opéra de Paris.
Depuis 1978, le Prix international Simón Bolívar - UNESCO est destiné à récompenser une activité particulièrement méritoire qui vise à la contribution à la liberté, à l’indépendance et à la dignité des peuples ainsi qu’au renforcement de la solidarité entre les nations, ayant favorisé leur développement ou facilité l’avènement d’un nouvel ordre économique, social et culturel international. Cette activité pourra revêtir la forme d’une création intellectuelle ou artistique, d’une réalisation sociale ou d’une action de sensibilisation de l’opinion publique.
En 1983, à l'occasion des célébrations du bicentenaire de la naissance de Simón Bolívar à Caracas, le peintre péruvien Herman Braun-Vega réalise un diptyque intitulé Bolivar, lumière et ténèbres qui est une invitation à la réflexion sur le drame de l'Amérique Latine prise en étau entre son passé colonial et le néo-colonialisme des États-Unis. Ce diptyque présenté en 1984 à la première biennale de La Havane fait partie de la collection du Museo Universitario del Chopo à Mexico.
En 1995, il fut créé à Québec le Parc de l'Amérique-Latine où est installée une statue équestre du Libertador.
Dans le jeu vidéo Age of Empires III, sorti en 2005, l'acte III « Acier » comprend un épisode où le personnage jouable principal, Amelia Black, accompagnée de son grand-oncle Kanyenke et de ses troupes, rencontre les troupes révolutionnaires menées par Bolívar. Il faut lutter à ses côtés pour chasser les Espagnols, afin que Bolívar aide le joueur en remerciement.
En 2008, sur l'album Lágrimas y Gozos, le groupe espagnol Ska-P lui rend hommage à travers la chanson « El Libertador ».
En 2014, le film The Libertador, réalisé par le Vénézuelien Alberto Arvelo, raconte en partie le parcours de Simón Bolívar.
En 2020, il devient le premier représentant de la Colombie à apparaitre dans la série de jeux de stratégie Civilization, avec le Frontier Pass de Civilization VI. Le gameplay de cette faction rend hommage aux prouesses militaires de Bolivar avec un jeu très axé sur la gestion de généraux uniques et inaccessibles aux autres factions, afin de dominer militairement la partie.

## Bolivarisme
Le bolivarisme est un courant politique qui se réclame des idées de luttes anticoloniales de Simón Bolívar.